# Guiorgui Gakharia
 (décembre 2024).
Guiorgui Gakharia (en géorgien : გიორგი გახარია), né le 19 mars 1975 à Tbilissi, est un homme d'État géorgien. Ancien membre de Rêve géorgien (RG), il est Défenseur public des droits des entreprises, secrétaire du Conseil économique du Premier ministre, membre du Parlement de Géorgie, ministre de l'Économie et du Développement durable et ministre des Affaires intérieures, avant de devenir Premier ministre, un poste qu'il occupe entre le 8 septembre 2019 et le 18 février 2021. 
Né dans une famille mingrélienne, Gakharia grandit en Géorgie mais finit ses études à Moscou, où il travaille dans le secteur privé jusqu'à sa transition dans une carrière politique et son retour dans son pays natal. En 2013, après un changement de gouvernement, le nouveau parti au pouvoir, Rêve géorgien, le nomme Défenseur public des droits des entreprises, puis secrétaire du Conseil économique du Premier ministre en 2014.
Devenu une « étoile montante » de la politique géorgienne, il rejoint le Parlement éphémèrement à la suite des élections parlementaires de 2016, avant de devenir ministre de l'Économie et du Développement durable (2016-2017). En tant que ministre, il devient un champion du marché libre, signe un accord historique de libre-échange avec la Chine et lance des négociations pour un accord similaire avec l'Inde. Sous sa tenure, le tourisme devient l'une des principales artères économiques du pays et il négocie avec des dizaines de compagnies aériennes pour augmenter le nombre de vols directs vers la Géorgie, tout en sécurisant l'élection de Zourab Pololikachvili comme secrétaire-général de l'Organisation mondiale du tourisme. Produce in Georgia, une entreprise d'État créée par Gakharia, devient l'une des principales sources d'investissements du pays.
Au ministère des Affaires intérieures (2017-2019), Gakharia devient d'abord symbole de réformes importantes pour augmenter l'efficacité de la police et promouvoir les droits de l'homme, puis aussi d'une lutte contre le crime organisé. Toutefois, un nombre de controverses, tel que les manifestations anti-policières de 2018, les meurtres de la rue Khorava, la crise politique de 2019-2020, qui se focalise sur des demandes pour sa démission, endommage la popularité du gouvernement RG. Il est néanmoins nommé Premier ministre, cinquième du gouvernement RG, à la suite de la démission de son prédécesseur, et prend en charge le gouvernement d'une république parlementaire. Son gouvernement continue la politique pro-occidentale de son prédécesseur et annonce un programme pour la candidature de la Géorgie dans l'Union européenne en 2024, tandis que son mandat coïncide avec une crise diplomatique avec l'Ukraine en 2020, l'annulation du contrat pour la construction du port profond géopolitiquement stratégique d'Anaklia, des tensions avec la compagnie pétrolière Frontera Resources, une guerre au Nagorno-Karabakh et la pandémie du Covid-19, dont il est lui-même infecté.
Le RG remporte les élections législatives de 2020 mais est accusé de fraude électorale par l'opposition, menant à un boycott parlementaire de plusieurs partis politiques. En décembre 2020, il forme un second cabinet et assiste à des bouleversements au sein du parti au pouvoir avec le départ de son dirigeant Bidzina Ivanichvili. Avec une nouvelle crise politique liée à la condamnation du chef d'opposition Nika Melia, Gakharia annonce sa démission le 18 février 2021.
Il entre dans l'opposition et fonde le parti Pour la Géorgie, avant de s'impliquer activement dans les mouvements de protestation antigouvernementaux durant les années qui suivent.

## Situation personnelle

### Origines familiales et vie privée
La famille Gakharia tire ses origines de la région de Mingrélie, en Géorgie occidentale. Éthniquement mingréliens, les Gakharia viennent de la province de Tchkhorotsqou, adjacente de l'Abkhazie. Le père de Guiorgui, Zaour Gakharia, vient lui-même de la ville de Senaki et a longtemps travaillé comme professeur dans les dernières années de l'Union soviétique, avant de devenir un entrepreneur, propriétaire de nombreuses terres agricoles en Kakhétie. Sa mère, Mzia Lejava, a travaillé de nombreuses années dans les Archives nationales de Géorgie. Ses deux parents sont connus en Mingrélie comme des nationalistes géorgiens qui soutiennent durant les années 1980 l'indépendance de la Géorgie puis, dans les années 1990, comme des partisans du président déchu Zviad Gamsakhourdia. Zaour est ainsi coordinateur du mouvement populaire Samegrelo.
Guiorgui Gakharia est né le 19 mars 1975 à Tbilissi. Sa jeunesse est marquée par le mouvement nationaliste géorgien des années 1980. Il a une sœur, Tamar Gakharia, qui vit aujourd'hui à Tbilissi avec son fils, Alexandre, depuis la mort de son époux. La presse géorgienne a décrit le Premier ministre géorgien comme protecteur envers son neveu. Guiorgui est marié à Marika Pantsoulaïa (née le 10 avril 1983), elle-même native de Senaki, directrice de bactériologie de la Clinique Aversi à Tbilissi. Le couple a une fille, Anna, née à Moscou en 2010.
Gakharia parle le géorgien, l'anglais et le russe. Il est connu pour maintenir sa vie privée très discrète, contrairement aux autres membres du gouvernement géorgien. Le journal géorgien Kviris Palitra a noté que la seule photographe hors du cercle politique de Gakharia depuis son arrivée au gouvernement géorgien est une du Premier ministre avec son chien.

### Formation et secteur privé
En 1992, Gakharia commence ses études supérieures à l'Université d'État de Tbilissi, en tant qu'étudiant d'histoire. Ses études coïncident avec la guerre civile géorgienne et en 1994, il part vivre en Russie, où il reçoit un diplôme de maîtrise en sciences politiques de l'Université d'État de Moscou en 1999. En 2004, il reçoit une maîtrise en administration des affaires de l'École supérieure de commerce de la même université. Il reste à Moscou par la suite et continue sa carrière auprès de l'Université d'État de Moscou, où il sert comme Professeur invité en biotechnologie appliquée de septembre 2006 à mai 2009.

Gakharia travaille pour Lufthansa Service Holding AG de 2008 à 2013.

En novembre 2008, il devient Directeur du développement des affaires et des relations gouvernementales pour l'Europe, la Russie et la CEI de Lufthansa Service Holding AG, la société de restauration pour les compagnies aériennes, une position qu'il préserve jusqu'à sa nomination au gouvernement géorgien et qui le fait vivre entre la Russie et l'Allemagne. En Russie, il obtient la citoyenneté russe et réside à Moscou jusqu'à son départ pour la Géorgie en février 2013.
Sa possession d'une maison dans la capitale russe, ainsi que le fait que Gakharia préserve sa citoyenneté russe jusqu'en 2016, est une source de critique par l'opposition anti-gouvernementale géorgienne, qui l'accuse d'être un « homme de Moscou », une version toutefois critiquée par le professeur d'affaires internationales Torniké Charachenidzé, pourtant un critique régulier du futur Premier ministre. Certains membres de l'opposition alléguent de même que la relation entre Gakharia et Bidzina Ivanichvili date de sa carrière en Russie, une prétention niée par Gakharia. En 2017, il est le quatrième ministre le plus riche du gouvernement géorgien, avec une fortune de plus de 5 millions de laris.

## Ascension politique

### Nouveau gouvernement

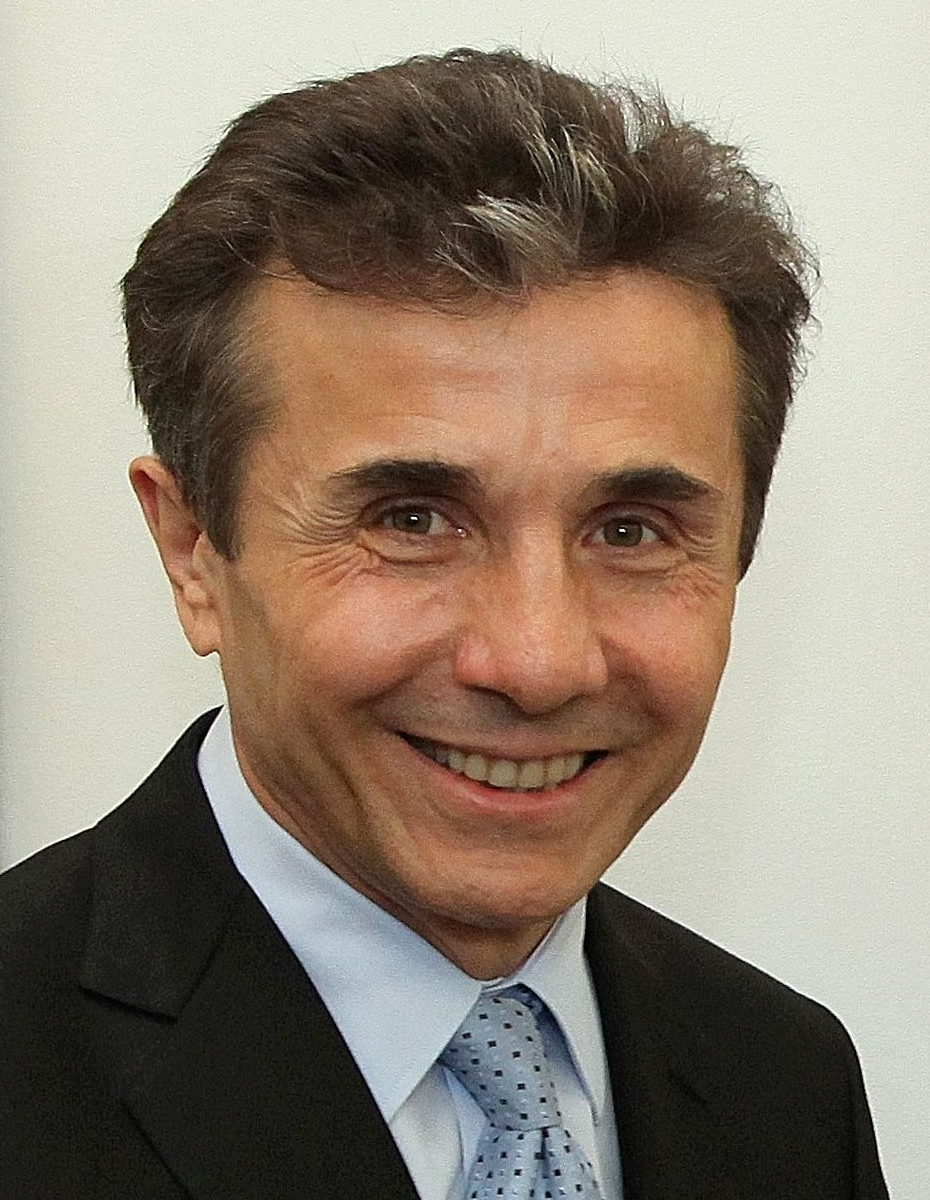
Bidzina Ivanichvili

En octobre 2012, après près de neuf ans au pouvoir, le parti Mouvement national uni (MNU), mené par le président Mikheïl Saakachvili, est vaincu dans des élections parlementaires qui amènent à la tête du pays Bidzina Ivanichvili, l'homme le plus riche de Géorgie et dirigeant du parti Rêve géorgien (RG). Ivanichvili devient Premier ministre dans un nouveau système semi-parlementaire et change la composition du gouvernement. En mars 2013, un mois après son retour en Géorgie, Guiorgui Gakharia est nommé Défenseur des droits du contribuable, une position qui devient Défenseur des droits des entreprises en juin 2015. Dans sa nouvelle position, Gakharia est chargé des relations entre le gouvernement et le secteur privé et de représenter les intérêts du marché privé devant les autorités.
Durant ce mandat, Gakharia est connu pour avoir été un grand partisan du marché libre contre les réglementations économiques imposées par son propre gouvernement. En juillet 2013, il est ainsi le seul membre du RG à s'opposer à un projet de loi suspendant les saisies immobilières jusqu'en 2014, mettant en garde contre ses conséquences négatives sur le climat d'investessiment. Quand près de 500 mineurs de charbon à Tkibouli entrent en grève pour demander de la compagnie Sakhnakhchiri GIG une augmentation de salaire de 40 % en février 2015, il est envoyé comme négociateur du gouvernement et parvient à mettre un terme aux manifestations avec une promesse d'augmentation de 5 %. En 2014, il intervient pour mettre un terme aux enquêtes huissières sur M.R. Shavit, un groupe de bijouterie israélien au centre d'un problème entre le gouvernement et la Chambre de commerce israélo-géorgienne. Durant ses trois ans de mandat, Gakharia réclame régulièrement l'implication des industries lors de débats parlementaires sur des réformes régulatoires.
Selon Gakharia lui-même, il ne rencontre Bidzina Ivanichvili qu'une fois durant son mandat en tant que Défenseur des droits des entreprises, lors de sa nomination. Toutefois, il admet au moins une autre rencontre, qui eut lieu en 2016, lors de l'Affaire Okouachvili : dans ce scandale, Zaza Okouachvili, un homme politique de l'opposition pro-russe et un large entrepreneur dans l'industrie du tabac, accuse Ivanichvili et Gakharia de l'avoir menacé dans le but de recevoir des pots-de-vin en échange d'un règlement de sa dette envers les autorités ; ce scandale devient un large thème pendant la campagne de l’élection présidentielle de 2018 et est nié par Gakharia, mais aussi par Levan Kipiani, le lobbyiste d'Okouachvili, qui admet avoir participé à la fabrication de preuves contre le RG.
Guiorgui Gakharia devient rapidement présent de plus en plus au sein de la politique économique du gouvernement RG. Il est ainsi nommé pour représenter le gouvernement au sein du Conseil des investisseurs, une alliance entre les autorités et la Banque européenne pour la reconstruction et le développement. Le 5 décembre 2014, le Premier ministre Irakli Gharibachvili le nomme Secrétaire du Conseil économique pour remplacer le controversiel Roman Tchkhenkeli. Sous sa direction, le Conseil économique, qui est néanmoins critiqué par le président Guiorgui Margvelachvili, entreprend une série de réformes déréglementaires, tout en approuvant une obligation d'assurance automobile pour les véhicules importés. En mars 2015, le Conseil économique organise le remplacement de 100 000 de lampadaires à travers Tbilissi par des lumières LED. L'influence de Gakharia est souligné quand la presse locale le considère comme future Ministre de l'Économie lors de la démission du gouvernement en 2015.

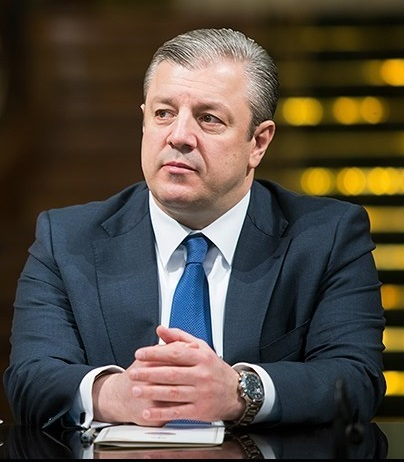
Guiorgui Kvirikachvili

Lors des élections parlementaires de 2016, le Premier ministre Guiorgui Kvirikachvili annonce la formation d'une « nouvelle équipe politique » au sein du RG et Gakharia est présenté le 13 juillet comme cinquième dans la liste éléctorale du RG. L'un des 30 nouveaux venus au sein de la direction du parti, il est élu le 8 octobre 2016 député à la 9e Séance du Parlement de Géorgie. Son seul acte au sein de la législature est sa participation à la session inaugurale du 16 novembre, durant laquelle il vote pour Irakli Kobakhidzé comme Président du Parlement.

### Ministre de l'Économie

#### Confirmation
Le 22 novembre 2016, Guiorgui Gakharia est nommé ministre de l'Économie et du Développement durable dans le gouvernement Kvirikachvili II, devenant l'un des trois nouveaux membres du cabinet de 18 ministres et remplaçant Dimitri Koumsichvili, qui devient Ministre des Finances. Sa nomination vient durant une demande croissante de changements dans la politique économique du RG après une baisse de la prédiction du taux de croissance en Géorgie pour 2017 de 3 à 2,7 %, l'un des plus bas taux depuis la Deuxième guerre d'Ossétie du Sud. Durant le processus de sa confirmation, il cite comme priorités : une réduction de la différence dans la balance commerciale, l'institutionalisation de l'implication du secteur privé dans les réformes législatives (une pratique que Gakharia pousse en tant que Défenseur des droits des entreprises) et la négociation d'accords de libre-échange.
Guiorgui Gakharia est confirmé en tant que ministre le 26 novembre avec le reste du cabinet dans un vote de 110 en faveur et 19 contre. Son siège au Parlement est repris par l'avocat Guiorgui Khatidzé. Tandis que Gakharia se doit de continuer la mise en œuvre le Plan de réformes en quatre étapes de son prédécesseur, il doit rapidement faire face à une large critique du MNU lors de la chute du lari en décembre 2016.

#### Énergie
Selon l'Accord d'association avec l'Union européenne de 2014, le gouvernement géorgien RG observe une politique d'investissement et de transition vers une énergie verte. Guiorgui Gakharia et son collègue Kakha Kaladzé, le ministre de l'Énergie, travaillent ensemble avec l'UE, la Deutsche Gesellschaft für Internationale Zusammenarbeit et le Programme des Nations unies pour l'environnement pour encourager le développement économique durable et écologique. Ainsi, en mars 2017, à la suite de négociations menées par Gakharia et Kaladzé, le gouvernement signe un Protocole d'adhésion à la Communauté européenne pour l'adoption de normes européennes d'efficacité énergétique pour mettre à jour les normes d'efficacité des bâtiments publics d'ici 2022. Avec la BERD, Gakharia est derrière la rédaction du Plan d'action national pour l'efficacité énergétique (le PANEE), un programme de mesures pour augmenter l'efficacité énergétique du pays en 2016-2019.
Toujours avec Kaladzé, Gakharia est largement impliqué dans la dernière étape des longues négociations entre Tbilissi et Gazprom, l'entreprise publique de gaz russe, pour fournir une compensation à la Géorgie pour l'utilisation de pipelines géorgiens pour exporter du gaz russe vers l'Arménie,. En janvier 2017, deux mois après son arrivée au ministère, la Géorgie s'accorde de recevoir un financement de des revenus de Gazprom en Arménie, au lieu de toucher 10 % du produit brut.

#### Libre-échange
Sous la gouvernance du RG, le gouvernement géorgien tente de promouvoir la Géorgie comme un centre économique de commerce international entre est et ouest et depuis la signature de l'Accord de libre-échange complet et approfondi avec l'Union européenne en 2014, Tbilissi se tourne vers l'Asie afin de participer à la création de la nouvelle Route de la soie, une voie commerciale entre la Chine et l'Europe occidentale. La politique de Gakharia est ainsi largement ciblée sur un approfondissement des relations entre la Géorgie et la Chine, dans le contexte de la montée du pouvoir économique chinois dans les années 2010. Ainsi, dès le début de son ministère, Guiorgui Gakharia signe un Protocole d'entente sur le « Renforcement des nouvelles initiatives de la route de la soie » avec la compagnie CEFC China Energy, qui envisage l'achat de 75 % des actions de la Zone industrielle libre de Poti. Après des négociations qui durent depuis 2015, Guiorgui Gakharia signe finalement un accord de libre-échange avec la Chine le 13 mai 2017 lors d'une visite à Beijing. Cet accord n'est que le 14e tel accord signé par le gouvernement de la république populaire de Chine. Gakharia commence de même des négociations pour un accord similaire avec Hong Kong, qui sera finalement signé en 2018.
Dans la même politique, il lance des négociations de libre-échange avec l'Inde en avril 2017, puis envers un couloir commercial avec l'Iran lors de la visite de Mohammad Javad Zarif à Tbilissi. Durant les huit premiers mois de 2017, les échanges commerciaux entre la Géorgie et l'Iran augmentent par près de 50 %. Gakharia tente également d'impliquer, en vain, les ports de Batoumi et de Poti dans le Corridor de transport international Nord-Sud, liant l'Inde à Moscou.
Au sein de l'ancien monde soviétique, Gakharia entreprend un rapprochement économique avec la Biélorussie, inaugurant une Discussion de coopération inter-agence entre les deux pays, puis signant un accord pour promouvoir les investissements bilatéraux, en négociations depuis de nombreuses années. Le ministre lance de même une Commission bilatérale économique avec la Moldavie et parvient à négocier l'implication de compagnies géorgiennes dans le développement de la Zone économique libre de Meghri en Arménie.
Tandis que Tbilissi vise un accord de libre-échange avec les États-Unis, la présidence protectionniste de Donald Trump fait ralentir les négociations entre Tbilissi et Washington sur ce sujet, mais Gakharia cherche néanmoins à approfondir ses relations avec Bruxelles durant son ministère, notamment en obtenant 85 millions d'euros d'investissements de la Banque nationale hongroise, puis en mettant en force l'Accord de libre-échange entre la Géorgie et l'AELE en septembre 2017. Dans le cadre de Brexit, il lance des négociations pour préserver un marché libre entre la Grande-Bretagne et la Géorgie après le départ de Londres de l'Union européenne. Toutefois, l'un des plus proches partenaires économiques de Gakharia est la Turquie, avec qui il entretient de nombreuses négociations pour augmenter le commerce bilatéral, créer un Comité économique turco-géorgien, et inaugurer la Ligne Bakou-Tbilissi-Kars, l'un des projets commerciaux les plus stratégiques de l'histoire modernes de la Géorgie.
Malgré son court mandat en tant que ministre de l'Économie, Guiorgui Gakharia parvient à superviser non seulement une augmentation des investissements directs internationaux, mais aussi une croissance de 28,5 % des exports géorgiens. Une de ses manœuvres clés dans la promotion des intérêts économiques du pays à l'étranger a été sa création d'attachés économiques dans les ambassades géorgiennes.

#### Tourisme

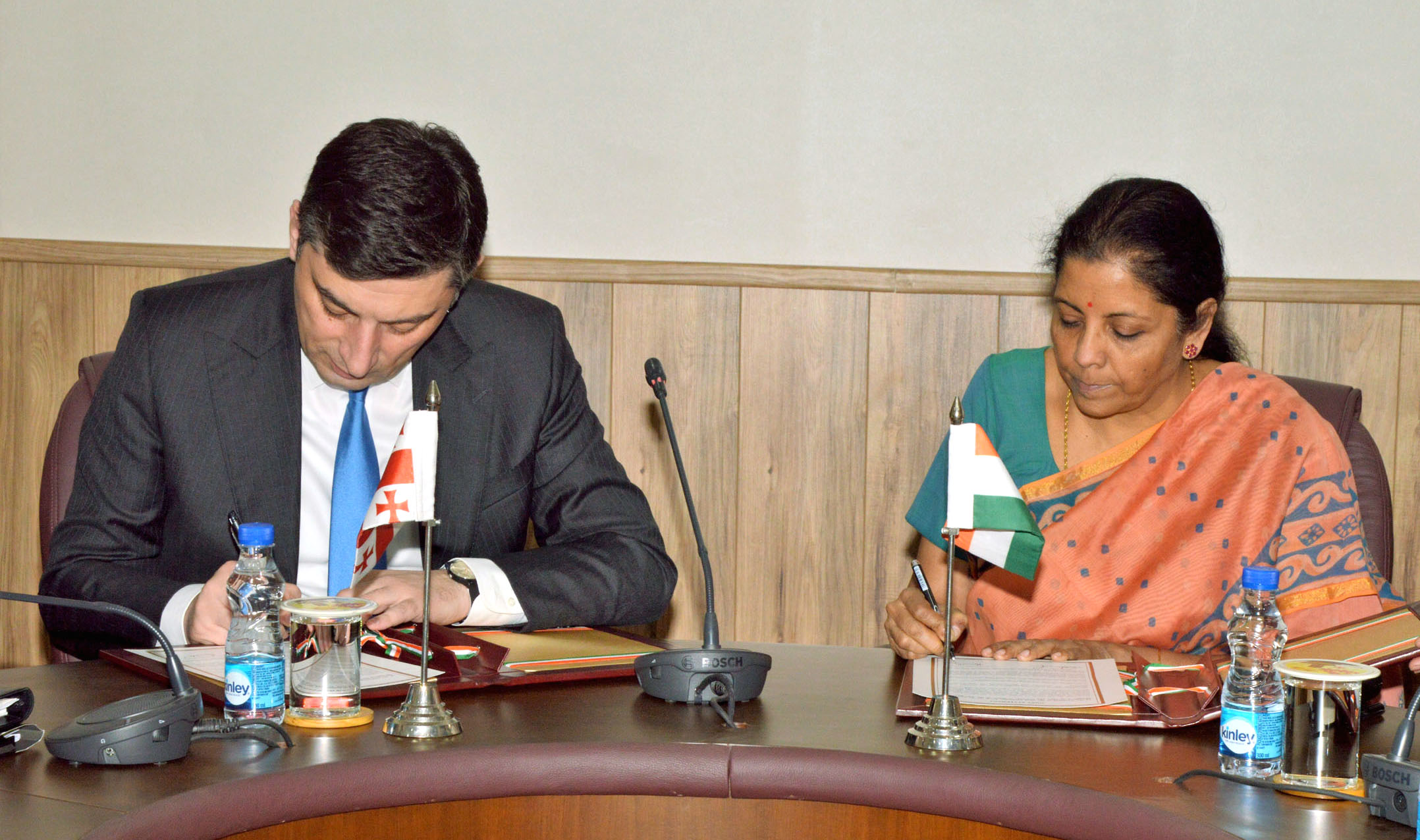
Gakharia signe un accord d'aviation libre avec l'Inde.

En tant que ministre de l'Économie, Guiorgui Gakharia est nommé responsable de la politique touristique du pays, qui devient l'une des plus importantes resources du pays sous la gouvernance du RG et est largement impliqué, avec l'Administration nationale du Tourisme, dans l'augmentation des vols vers la Géorgie et le développement du tourisme montagnard. Sous son mandat, le tourisme international augmente par plus de 20 %, avec près de 6,5 millions de touristes visitant le pays en 2017, la plus grande statistique touristique depuis l'indépendance du pays en 1991.
Pour le développement des régions montagnardes de Svanétie et de Kazbegui, Gakharia lance une coopération avec la France, notamment en signant en avril 2017 un Protocole d'entente avec Cluster Montagne, une compagnie publique française, pour attirer des investissements français dans ces régions. Il arrange de même l'arrivée de la compagnie Des Alpes pour investir dans des stations touristiques dans les montagnes du Caucase. Le ministère inaugure en 2017 une « École de tourisme d'aventure » pour entraîner les guides touristiques dans le tourisme extrême. En avril 2017, Gakharia propose un projet de loi sur la privation de propriété pour la nécessité des besoins publics, autorisant le gouvernement à utiliser des propriétés privées pour le développement du tourisme montagnard, une proposition adoptée par le Parlement mais largement critiquée par l'Association des jeunes avocats géorgiens (AJAG), qui accuse le Ministère de vouloir utiliser cette loi pour aider le projet controversé Panorama Tbilisi, un complexe commercial et résidentiel développé par Bidzina Ivanichvili.
Dans le but d'augmenter les arrivées internationales, Gakharia signe des accords de libéralisation du trafic aérien avec l'Inde en janvier et avril et la Biélorussie en mars 2017. Parallèlement, il négocie, avec l'aide de l'Agence géorgienne de l'aviation civile (AGAC), avec de nombreuses compagnies étrangères pour augmenter le nombre de vols vers la Géorgie. Sous son ministère, Flydubai, Ukrainian Bravo Airways, Air Cairo, Ukrainian International Airlines, TABAN Airlines et SCAT Airlines augmentent la fréquence de leurs vols ou augmentent leurs lignes géorgiennes, tandis qu'Air Arabia Jordan entre pour la première fois sur le marché géorgien. La libéralisation des visas entre la Géorgie et l'Espace Schengen en mars 2017 augmente considérablement le nombre de touristes géorgiens en Europe, menant à l'augmentation des services de WizzAir depuis l'Aéroport international de Koutaïssi,. Afin d'encourager l'industrie aérienne nationale, Gakharia pousse une série d'aides financières : le transport aérien intérieur et les travaux de l'aviation intérieure sont exonérés de la TVA, tandis que le carburant et les matériaux lubrifiants utilisés dans l'industrie sont exonérés de la taxe à l'importation, de la taxe d'accise et de la TVA. Cette politique active mène à une augmentation par 48 % du trafic de passagers dans les aéroports géorgiens sous le mandat de Gakharia.
En mai 2017, Zourab Pololikachvili, l'ambassadeur géorgien en Espagne, est élu Secrétaire général de l'Organisation mondiale du tourisme dans une campagne largement soutenue par le gouvernement géorgien. Gakharia utilise sa position pour faire campagne en faveur de Polikachvili, notamment en Inde et au Japon.

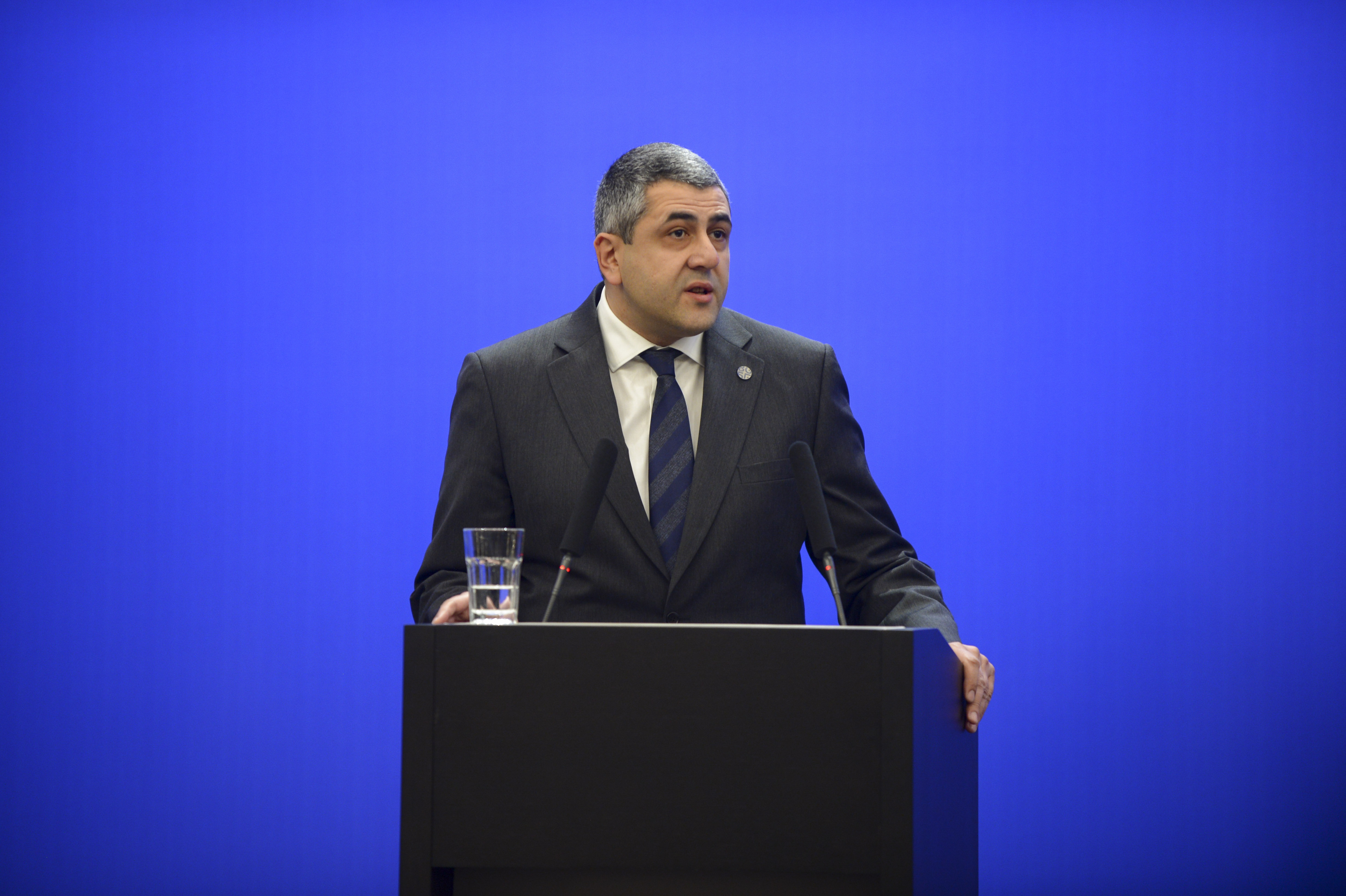
Zourab Pololikachvili

En été 2017, GEM Festival, un festival de musique sur la mer Noire et source de tourisme intérieur et international, se déroule avec une série de scandales liés à des problèmes syndicaux et narcotiques, financé par Check in Georgia, une agence du ministère. En réponse, Gakharia met un terme au financement public du festival annuel, menant à son annulation en 2018. Le scandale est suivi par la démission de Guiorgui Tchogovadzé comme directeur de l'Administration nationale du Tourisme.

#### Croissance interne
Le gouvernement libéral du RG mène une politique de marché libre, une politique qui est accentuée sous le mandat de Gakharia, qui implique le secteur privé dans la rédaction de la nouvelle Constitution nationale de 2017. L'Indice de la facilité de faire des affaires publié par la Banque mondiale en octobre 2017 donne à la Géorgie la 9e place sur 190 économies nationales, un progrès de sept places sur l'indice de 2016,. Toutefois, il met en place une série de réformes pour réglementer le secteur privé. Dans ce but, il travaille avec la Ville de Tbilissi pour renforcer les règles de sécurité au sein de l'industrie de la construction, puis lance la première inspection des conditions de travail des mines de Tkibouli et Tchiatoura. Gakharia lance de même un programme des centres de reconversions de travail dans les régions en juin 2017.
Le 19 avril 2017, Gakharia annonce la création de Produce in Georgia, un programme public avec le but de soutenir le développement du secteur privé en Géorgie. L'agence est alors divisée en trois branches: PIG Business (pour assister les PME avec l'aide de prêts et subventions), PIG Investment (pour encourager les investissements étrangers en Géorgie) et PIG Export (pour servir d'arbitre entre les entreprises géorgiennes et les clients internationaux). L'agence évolue par la suite en Enterprise Georgia et reste jusque aujourd'hui la principale agence gouvernementale qui s'occupe du développement de l'économie géorgienne.

## Responsable de la police

### Nouveau portefeuille
Guiorgui Gakharia devient de plus en plus influent au sein du gouvernement géorgien. Le journaliste français Régis Genté le nomme ainsi la « star montante de la politique géorgienne ». Le 13 novembre 2017, le Premier ministre Guiorgui Kvirikachvili limoge son cabinet et institue une vague de réformes dans la structure du gouvernement, abolissant quatre ministères, et Gakharia est nommé Ministre des Affaires intérieures, faisant de lui l'une des personnalités les plus puissantes des autorités géorgiennes. Il est confirmé par le Parlement le 22 décembre dans un vote de 103 en faveur et 17 contre, remplaçant Guiorgui Mguebrichvili, tandis que sa nomination est critiquée par le MNU : la députée Salomé Samadchvili du MNU qualifie sa nomination comme étant « absolument pas clair ».
Arrivé responsable de la police nationale, Gakharia promet immédiatement une enquête sur la disparition d'Afgan Mukhtarli, un journaliste dissident d'Azerbaïdjan qui se retrouve dans une prison azerie à la suite de son enlèvement. Une telle enquête ne se déroulera toutefois jamais et à la suite de la libération de Mukhtarli en 2020, celui-ci accuse la police géorgienne d'avoir été impliquée dans sa disparition.
Il nomme Nino Djavakhadzé, son adjoint au ministère de l'Économie, chargé des relations internationales, des relations publiques, de la communication stratégique et des réformes, tandis que Kakhaber Sabanadzé, un officiel du Service d'intelligence, devient son premier adjoint.

### Réformes

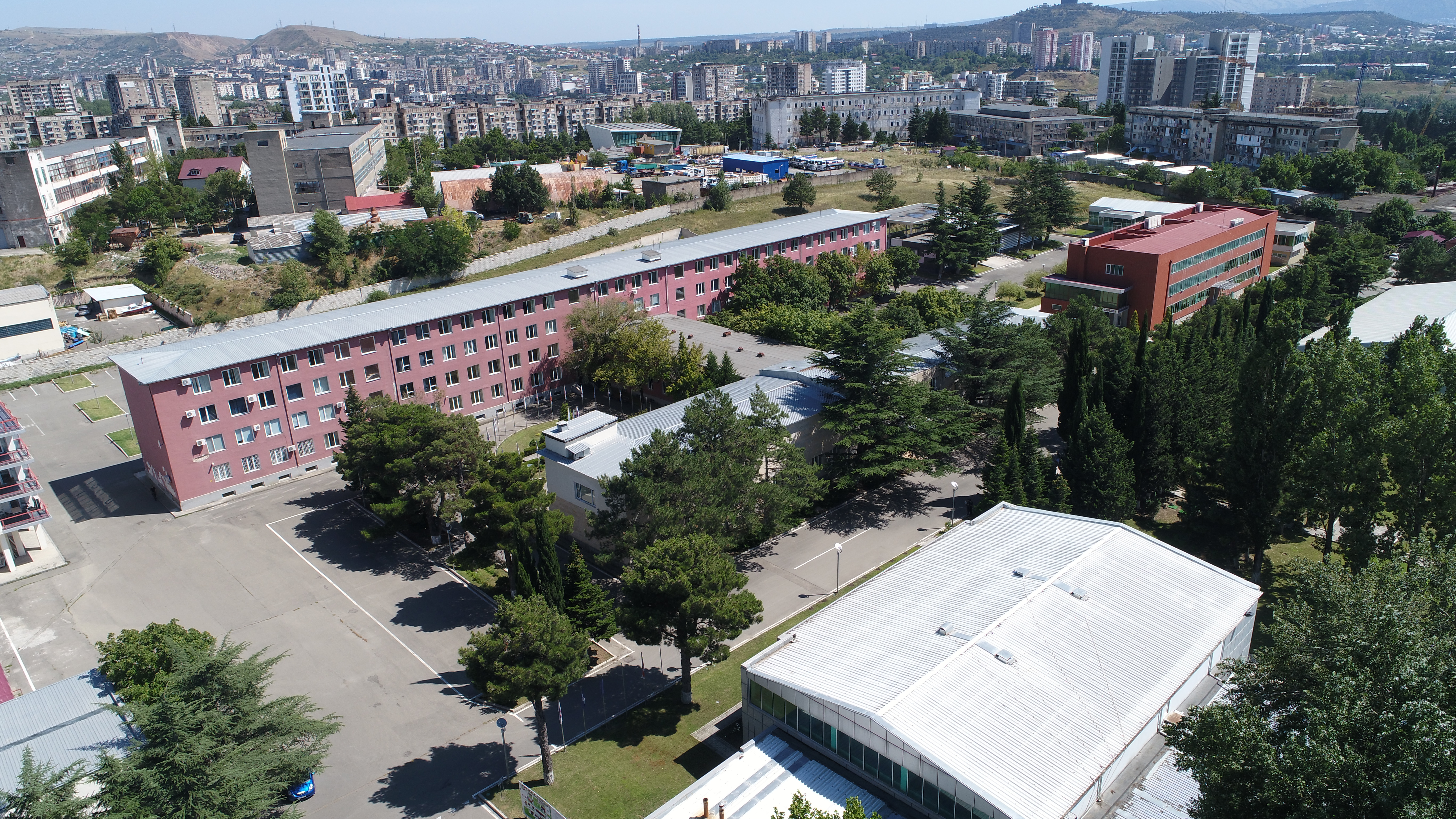
L'Académie du MAI

Gakharia entreprend dès son arrivée une série de réformes pour améliorer les services d'un des ministères les plus controversés. En janvier 2018, il inaugure un département des droits de l'homme au sein du ministère et nomme Londa Toloraïa comme directrice. Ce département est chargé de promouvoir les droits de l'homme dans le pays, une priorité qu'il cite lors de sa nomination comme ministre. Il inverse la politique de son prédécesseur et fait publier les statistiques criminelles.
La police devient la cible de ses réformes et Gakharia annonce dès le début de son mandat une continuation des réformes anti-corruption entreprises par le gouvernement de Mikheïl Saakachvili, tout en appuyant une sérieuse numérisation du ministère. Il recentre plus de financement sur l'académie policière afin d'améliorer l'entraînement des officiers. En septembre 2018, il annonce une réforme de la police criminelle, la première de cette envergure depuis 15 ans, qui inclut la division du département en trois (enquêteur, communautaire et opératoire), l'augmentation des exigences pour les nevelles recrues, une croissance professionnelle assurée au sein du département, l'indépendance de l'unité d'enquête vis-à-vis du parquet et la création d'une unité distincte pour la délinquance juvénile. Quelques mois plus tard, un pilote de la police communautaire est introduite dans certains districts de Tbilissi. Un an plus tard, quand Gakharia sert déjà comme Premier ministre, un département spécial de médecine légal est inauguré, le résultat de son intervention.
Adoptant des standards de technologie internationaux, il fait porter des caméras corporelles aux officiers de police à travers le pays et fait installé plus de 5 000 caméras pour surveiller le trafic sur près de 700 kilomètres de route. Il augmente de même les voitures de police banalisées, ainsi que les systèmes de reconnaissance automatique des plaques d'immatriculation. Il lance la campagne Pour plus de vie, qui fait placer des voitures détruites lors d'accidents au centres des voies principales de Tbilissi. Un groupe spécial est chargé d'analyser les accidents routiers et d'identifiers les zones les plus dangereuses du pays. Pour coopérer avec le secteur privé, il inaugure une force policière pour défendre les touristes et ordonne l'installation de caméras de sécurité par certaines boutiques.
D'un autre côté, Gakharia ordonne une augmentation des salaires des officiers de police par 250 laris et commence un programme de bénéfices, dont médicaux et de logement, pour les officiers de Tbilissi, Batoumi, Koutaïssi, Zougdidi et Roustavi.

### Politique anti-drogues
Le 1er décembre 2017, la Cour constitutionnelle juge inconstitutionnelles toutes les lois interdisant la possession et l'utilisation de cannabis, menant à un large débat sur la politique anti-narcotique du gouvernement géorgien, qui doit faire face à une Église orthodoxe puissante et conservatrice contre une influente société civile qui pousse la libéralisation des drogues. À la suite du verdict de la Cour, Gakharia annonce son soutien pour des réformes libérales, déclarant les lois géorgiennes actuelles comme étant trop répressives.
Toutefois, la condamnation à huit ans de prison de l'acteur Guiorgui Guiorganachvili en janvier 2018 pour trafic de drogues mène à de nombreuses manifestations organisées par le Mouvement du bruit blanc (MBB), un groupe d'ONG soutenant la libéralisation des lois anti-narcotiques. Gakharia annonce son soutien pour un projet de loi rédigé par le MBB et introduit au Parlement par le RG, déclarant qu'une « une politique antidrogue humaine et complexe est la seule solution », tout en voulant renforcer les lois contre le trafic et la distribution des drogues. Il s'oppose à la légalisation ou décriminalisation directe des drogues sans un système de réhabilitation robuste dans le pays et s'engage à la formation d'un tel système avant 2020.
La condamnation d'un caméraman du Georgian Public Broadcaster à huit ans de prison pour possession de drogues en mars 2018, l'accusation contre le gouvernement de Kvirikachvili d'avoir brisé sa promesse sur la réforme narcotique par le MBB et la publication d'un rapport du Conseil de l'Europe montrant que la Géorgie a l'un des plus hauts taux d'incarcération de l'Europe pour les utilisateurs de drogues augmentent les tensions au sein de la société géorgienne au début de 2018, tandis qu'une série d'overdoses dans des boîtes de nuit à travers le pays au printemps pousse les conservateurs de gauche et de droite à accuser Gakharia d'avoir autorisé la création d'un refuge sûr pour le trafic de drogues. Depuis l'ouverture de Bassiani, la plus grande boîte de nuit géorgienne, en 2014, la scène nocturne devient un aspect important de la culture de Tbilissi, menant à une rupture entre la jeunesse libérale et la génération orthodoxe du pays.
Le 12 mai 2018 at 01:00, sous les ordres de Gakharia, la police organise des raids sur deux boîtes de nuit de Tbilissi lors d'une soirée qui reste controversée jusqu'aujourd’hui et qui est qualifiée comme un « vendredi noir sanglant » par le MBB, qui assure que les arrestations de huit trafiquants auraient pu avoir lieu au-dehors des établissements nocturnes,. De nombreuses ONG considèrent les raids du 12 mai comme une attaque non pas sur le trafic narcotique, mais sur la vie nocturne de Tbilissi. Lors de l'enquête parlementaire organisée par le parti d'opposition Géorgie européenne (GE) dans les mois qui suivent l'incident, Gakharia refuse les allégations que la police a abusé de son pouvoir et révèle des liens systématiques entre les boîtes de nuit et le trafic de drogues. Un rapport publié par la suite par l'AJAG et Human Rights Monitoring Center (HRMC) souligne néanmoins les pratiques violentes de la police la nuit du 12 mai.

Dans la soirée du 13 mai, des milliers de protestataires, largement rassemblées par des groupes libertariens et le MBB, se rassemblent devant le bâtiment du Parlement sur l'Avenue Roustaveli de Tbilissi, réclamant la démission de Kvirikachvili et de Gakharia. Tandis que la manifestation commence pacifiquement, les tensions augmentent quand des groupes conservateurs tentent de disperser les manifestants libéraux. Malgré le refus initial des ONG, Gakharia débarque au lieu des manifestations et obtient un accord avec le MBB dans la nuit du 13 au 14 mai : une enquête unie entre le ministère et le MBB sur les évènements du 12 mai et un vrai débat sur la politique narcotique de l'État, en échange du départ des manifestants pour empêcher un conflit violent avec les conservateurs. Dans un discours qui devient le sujet de discussion internationale, Gakharia adresse la foule : 
« Désolé. Je m'excuse non seulement personnellement. Je m'excuse si l'un d'entre vous a été menacé par un employé du ministère des Affaires intérieures. Je veux également demander que si quelqu'un a offensé un agent de sécurité qui a assuré votre sécurité, vous lui présentiez également des excuses. Je vous promets que demain, à partir de 10:00, avec vos représentants, nous examinerons en détail ce qui s'est passé [le 12 mai]. Je promets également que nous obtiendrons des résultats concrets dans la politique du pays en matière de stupéfiants. »
Le discours met un terme aux manifestations et la police organise le départ organisé des protestataires via des autobus stationnés dans le jardin du Parlement. Dans la matinée du 14 mai, Gakharia rencontre les dirigeants du MBB et s'accorde à donner les séquences vidéo de la police au Bureau du Défenseur public de Géorgie. Le 11 septembre, Gakharia introduit un projet de loi pour la légalisation de la cultivation et production du cannabis médical pour l'exportation et pour utilisation limitée en Géorgie.
Plusieurs semaines de protestations s'ensuivent de la part de l'Église orthodoxe géorgienne et le 9 octobre, le RG change sa position et retire le projet de loi de considération, tandis que Gakharia dit vouloir lancer un débat national sur la politique narcotique. Le 2 novembre, Guiorgui Gakharia rencontre Élie II, catholicos-patriarche de toute la Géorgie, à la suite de quoi le gouvernement annonce la fin de son soutien de toute réforme libérale, tout en cherchant des moyens de réduire les effets du verdict de la Cour constitutionnelle de 2017. Le 12 mai 2019, un an après les raids, des protestataires installent un buste d'un Gakharia apologétique, critiquant la victoire législative de l'influence religieuse.

### Questions sociales
La question LGBT reste un sujet difficile dans la société orthodoxe géorgienne et de nombreuses protestations pro- ou anti-homosexuelle se sont déroulées au fil des années. Le 17 mai 2018, lors de la Journée mondiale contre l'homophobie et la transphobie (célébrée parallèlement à la Journée nationale pour la pureté de la famille), une démonstration pro-LGBT se déroule sous une supervision policière massive et avec la présence de Londa Toloraïa, dans le but de protéger le droit de liberté d'expression des partisans libéraux. Toutefois, cela n'empêche pas certaines violences à se dérouler entre activistes LGBT et contre-manifestants conservateurs, à la suite de quoi un groupe d'activistes manifestent devant le ministère des Affaires intérieures, un acte critiqué par Gakharia.

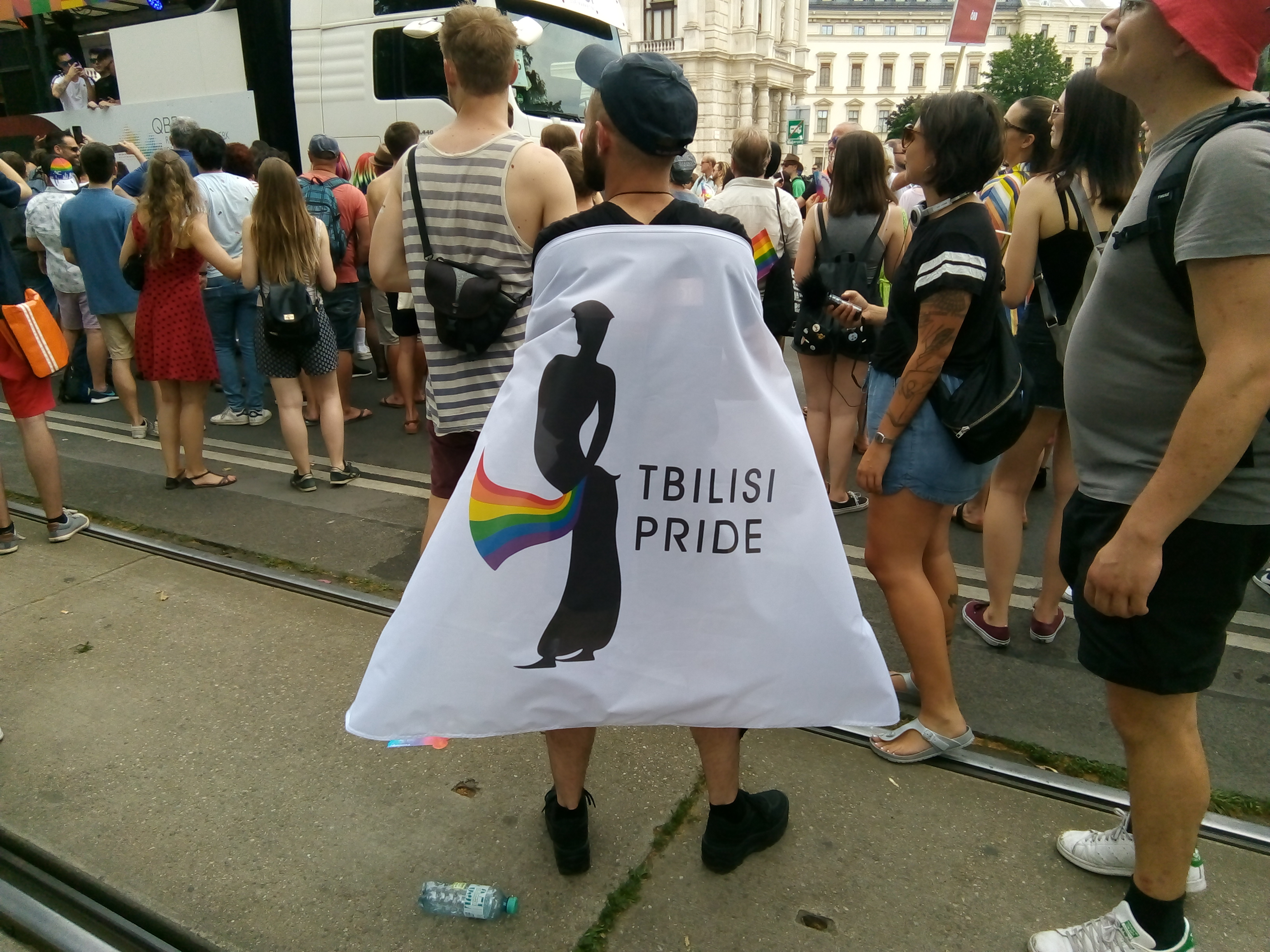
Drapeau du Tbilisi Pride

En 2019, la première Tbilissi Pride est annulée par le ministre pour des raisons de sécurité publique, une décision largement critiquée par les ONG et le Bureau du défenseur public. En réponse, les organisateurs de la manifestation organisent une manifestation le 14 juin devant l'Administration du Gouvernement dans un évènement qui mène à neuf arrestations à la suite d'une attaque par un groupe ultra-conservateur de Levan Vassadzé. Le 8 juillet, une plus petite version de la Tbilissi Pride se déroule avec 40 manifestants demandant la démission de Gakharia devant le ministère, l'accusant d'avoir laissé la communauté LGBT à la mercie des groupes violents de l'extrême-droite. Une campagne du RG défend alors Gakharia.
En réponse à la montée des déclarations homophobiques par des groupes fascistes, Gakharia reconnaît que la radicalisation de la société géorgienne est problématique et souligne le régime de liberté d'expression qui empêche les autorités de punir ces groupes. Il promet en septembre 2018, à la suite de l'assassinat de l'activiste Vitali Safarov, de proposer des changements à la loi géorgienne pour protéger les minorités contre les discours de haine, mais ces changements ne sont jamais introduits.
Sur le front international, Gakharia doit faire face aux soucis des capitales européennes au sujet de l'augmentation du nombre de demandeurs d'asyle géorgiens, notamment en France, à la suite de la libéralisation du régime des visas entre la Géorgie et l'Union européenne en 2017. En 2019, il signe avec son homologue français Christophe Castaner un accord donnant aux agents d'immigration français accès aux aéroports géorgiens afin de contrôler l'immigration illégale. À la suite de nombreuses mesures de coopération, le nombre de demandeurs d'asyle géorgiens en France dimine par 50 % dans la seconde moitié de 2019.

### Contre le monde criminel
Guiorgui Gakharia entreprend une série de mesures pour combattre le monde du crime organisé. En février 2018, il rédige un projet de loi qui augmente la condamnation des membres de groupes criminels de 5-8 ans à 7-10 ans de prison. Il criminalise de plus l'utilisation des voleurs dans la loi pour régler des comptes personnels, mais créé un système d'immunité pour certains criminels qui coopèrent avec les autorités. Ces réformes de la loi de 2005 criminalisant les voleurs dans la loi mène à l'arrestation de plus de 200 personnes rien qu'en 2018.
La libéralisation des visas entre la Géorgie et l'Espace Schengen mène à des craintes par les pays européens de la montée en puissance du crime organisé géorgien en Europe, particulièrement en France et en Italie, où la mafia géorgienne est déjà puissante. Gakharia se lance alors dans une campagne de bonne volonté et voyage à travers les capitales européennes pour instituer des coopérations bilatérales afin d'éviter l'inversion de la libéralisation des visas. Il nomme des attachés de police dans de nombreuses ambassades géorgiennes, établit une unité dédiée à la coopération avec Europol au sein du ministère et soutient un projet de loi pour durcir le processus de changer un nom de famille en Géorgie quand il s'avère que des immigrants illégaux géorgiens déportés d'Europe retournent sur le continent après un simple changement de nom.
En Suède, Gakharia s'accorde sur la répatriation de prisonniers géorgiens des prisons suédoises. En France, il forme avec Gérard Collomb un groupe de travail conjoint pour combattre le crime organisé, un accord renforcé par Christophe Castaner en mai 2019. Un groupe similaire est formé entre la Géorgie, l'Ukraine, la Turquie et l'Azerbaïdjan en septembre 2018. Durant son mandat, 166 criminels géorgiens sont arrêtés en Europe.
Continuant sa politique de coopération internationale, il travaille avec l'Azerbaïdjan pour lutter contre les trafiquants de drogues iraniens. À la suite d'une rencontre avec Christopher Wray, directeur du FBI, il lance un programme d'entraînement d'officiers de police géorgiens à l'Académie du FBI.

### Aux frontières
Au début de son mandat, Gakharia cite une de ses priorités l'assurance d'une plus grande aide occidentale pour la police frontalière géorgienne. En 2018, la Garde côtière géorgienne reçoit deux bateaux de patrouille Classe Island de la part des États-Unis, le Dioskuria et l'Ochamchire. À partir de 2019, la Garde côtière commence à participer régulièrement aux exercises militaires de l'OTAN sur la Mer Noire. Depuis novembre 2017, les officiers de la Garde côtière s'entraînent aux États-Unis, aux frais du gouvernement américain, tandis que l'Agence de réduction des menaces pour la défense (ARMD) du Pentagone a financé une nouvelle station de la police frontalière à Khriani (frontière turco-géorgienne).
La coopération entre Gakharia, qui devient champion d'un rapprochement entre Tbilissi et Ankara durant sa tenure comme Premier ministre, et le gouvernement turc est approfondi sous son ministère. L'un de ses premiers actes en tant que ministre des Affaires intérieures a été de négocier un délai dans la mise en force de nouvelles règlementations frontalières par la Turquie qui s'étaient prouvées controversées auprès de la population de Samtskhé-Djavakheti, une région frontalière, qui voyage régulièrement en Turquie pour travailler dans l'agriculture. Le 16 mars 2018, Gakharia et son homologue turc signent un accord pour renforcer la coopération bilatérale sur la frontière.
En avril 2019, la visite de la présidente Salomé Zourabichvili au monastère de David Garedja mène à des tensions entre la Géorgie et l'Azerbaïdjan au sujet de la délimitation des frontières entre les deux pays. À la suite d'un accord entre Zourabichvili et le président azéri Ilham Aliyev, Gakharia participe à la formation d'une commission bilatérale spéciale pour la délimitation de cette frontière contentieuse.

### Élection présidentielle de 2018

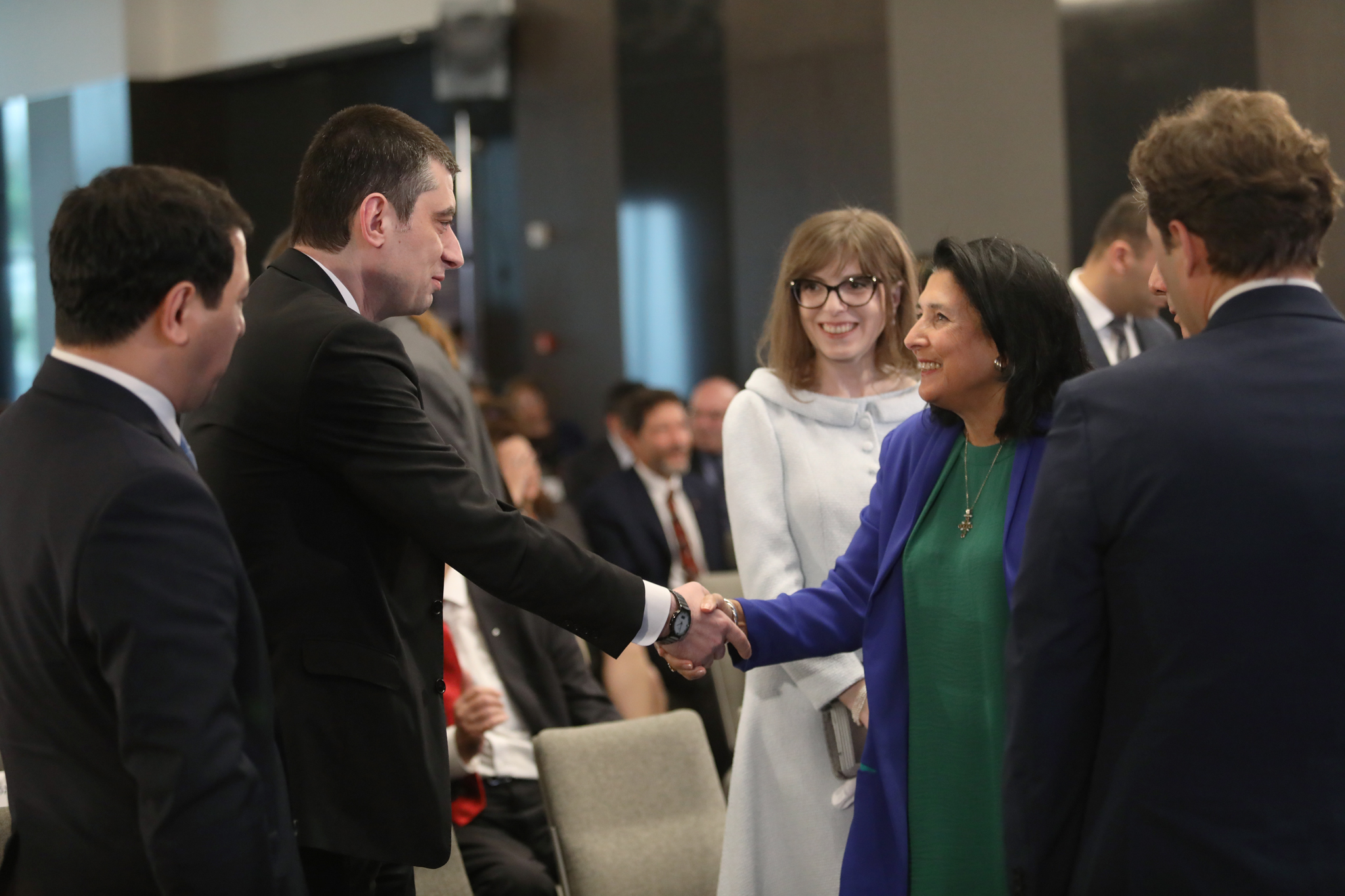
Gakharia et Zourabichvili

L’élection présidentielle de 2018 oppose la diplomate franco-géorgienne Salomé Zourabichvili, sans étiquette mais soutenue par le RG, à plusieurs candidats de l'opposition, dont Grigol Vachadzé du MNU. Avec les yeux de la communauté internationale tournée sur l'environnement électoral, le gouvernement prend des mesures pour assurer un processus démocratique et Guiorgui Gakharia signe en septembre un accord de coopération avec la Commission centrale des élections dans le but d'utiliser les ressources du Ministère des Affaires intérieures pour garantir la stabilité éléctorale. Après avoir accusé l'opposition de vouloir déstabiliser le pays à la suite des allégations de Zaza Okouachvili, il annonce une coopération avec le Service de sécurité d'État pour empêcher ce qu'il décrit comme des actes de déstabilisation.
Gakharia est accusé à de nombreuses reprises d'avoir utilisé sa position pour faciliter la campagne de Zourabichvili, notamment par le banquier Mamouka Khazaradzé à la suite des charges contre ce dernier pour fraude bancaire. En mars 2019, quatre mois après les élections, Khazaradzé accuse Gakharia de lui avoir envoyé une lettre menaçante avant le second tour du 28 novembre, réclamant soi-disant des déclarations de Khazaradzé contre le MNU et la neutralité de TV Pirveli et Altera, deux chaînes télévisées sous contrôle de sa banque, sous risque d'une campagne nationale et internationale contre la réputation de TBC Bank. La lettre, qui aurait été signée par Gakharia personnellement, est toutefois niée par le ministre et Khazaradzé ne s'accorde à présenter la lettre au public qu'en octobre 2019. Selon Khazaradzé, une enquête indépendante se déroule en Grande-Bretagne, mais cette prétention n'est jamais confirmée et les résultats de l'enquête ne sont jamais publiés. Quant à Gakharia, il accuse Khazaradzé de tenter d'éviter ses charges criminelles liées à un cas de blanchiment d'argent en inventant un cas de persécution politique contre sa personne.
L'ISFED, une ONG locale, publie un rapport à la suite des élections qui présente au moins un cas de pression appliqué sur des employés publics pour soutenir la candidature de Zourabichvili lors d'une visite par Gakharia dans une région, sans pour autant présenter plus de preuve. Salomé Zourabichvili remporte le second tour des élections avec près de 60 % des votes. Lors de son inauguration du 16 décembre, des activistes de l'opposition tentent de bloquer la route vers Telavi, lieu de l'inauguration, et un ancien député MNU, Davit Kirkitadzé, est arrêté pour assaut sur un officier de police. Gakharia, qui critique Nino Lomdjaria, la Défenseur public, pour avoir réclamé le droit des protestataires de bloquer la route du cortège présidentiel, déclare fameusement : « quand quelqu'un veut mener une révolution, il doit être prêt à passer du temps en prison ».

### Controverses

#### L'affaire Saralidzé
Le 1er décembre 2017, une confrontation entre une quinzaine d'adolescents mène au meurtre de deux jeunes de 16 ans en plein centre de Tbilissi. Dès le début de l'enquête, Guiorgui Gakharia exprime son inquiétude dans le manque de coopération par les témoins, un symbole de la « mentalité criminelle des années 1990 ». La Tragédie de la Rue Khorava devient un scandale national quand l'enquête révèle  l'implication d'un procureur, Mirza Soubeliani (oncle d'un des meurtriers), dans la dissimulation de preuves dans l'affaire. Le 31 mai 2018, Irakli Chotadzé, procureur en chef, démissionne et le lendemain, la Cour municipale de Tbilissi condamne deux suspects à neuf et diz ans de prisons. Toutefois, Zaza Saralidzé, père d'une des victimes, exprime son mécontentement sur le gouvernement, accusant Gakharia de refuser de le rencontrer, et le 1er juin, des milliers de protestataires se réunissent sur l'Avenue Roustaveli de Tbilissi pour réclamer la démission du gouvernement.
Le Premier ministre Guiorgui Kvirikachvili et Gakharia rencontrent Saralidzé, ainsi que Tamerlan Matchalikachvili, dont le fils est tué lors d'une opération anti-terroriste en décembre 2017, le 4 juin, mais cela n'est pas suffisant pour calmer la situation. Saralidzé refuse l'offre gouvernementale de remplacer le Bureau du Procureur par Gakharia chargé de l'enquête sur le meurtre de son fils et de larges manifestations reprennent le 10 juin avec pour demande les démissions de Gakharia et de Tea Tsouloukiani, ministre de la Justice. Le 11 juin, de nombreux protestataires sont arrêtés, dont le député MNU Nika Melia, et la police impose un cordon policier devant le bâtiment du Parlement. Le 12 juin, Sarlidzé met un terme aux manifestations après l'arrestation de 19 activistes, tout en préservant sa demande de la démission de Gakharia. Le lendemain, Kvirikachvili démissionne du poste de Premier ministre, mais Gakharia préserve son mandat dans le cabinet de Mamouka Bakhtadzé.
Une commission parlementaire est menée par la GE pour enquêter l'affaire Saralidzé et interroge Gakharia. Le 21 septembre, le rapport de la commission demande la démission de Gakharia pour avoir déclaré le cas clos juste trois jours après les meurtres, mais ce rapport est refusé par la majorité RG du Parlement. Irakli Chotadzé est réélu Procureur d'État en février 2020 dans une élection soutenue par Gakharia lui-même.
En octobre 2010, dans le contexte de l’élection présidentielle, des enregistrements audio révèlent une ligne de communication secrète entre Soubeliani, en prison, et Gakharia, via le député RG Victor Djaparidzé. Soubeliani confirme par la suite que son arrestation a été part d'un accord confidentiel avec Gakharia pour calmer les manifestations et qu'il aurait été libéré en quelque temps. Dans l'un des enregistrements, Soubeliani se pleint devant Gakharia de la lenteur de son procès. Victor Djaparidzé confirme la véracité des enregistrements mais le gouvernement ne répond pas aux allégations.

#### Accusations par l'Archevêque Jacob
Le 26 octobre 2019, l'archevêque Jacob Iakobachvili de Bodbé publie une sérieuse accusation contre Gakharia datant de sa tenure au ministère des Affaires intérieures. Selon Iakobachvili, le ministre aurait conspiré dans une tentative de meurtre sur Élie II, le catholicos-patriarche de l'Église orthodoxe géorgienne et l'une des figures les plus puissantes du pays, et son remplacement par Chio Moudjiri, le locum tenens du patriarche. L'archevêque rajoute par la suite que Gakharia aurait collecté des informations sur le clergé géorgien via des moyens de renseignement illégaux, une prétention soutenue par certains journalistes. Par la suite, Jacob accuse Gakharia et Kvirikachvili de l'avoir convoqué pour demander son soutien pour une retraite forcée du patriarche.
Ces accusations sont niées par Gakharia et un conseil du Saint Synode se réunit le 31 octobre pour limoger l'archevêque de sa position de Chorévêque de l'Église. À la suite de cette assemblée, Gakharia rencontre Élie II et annonce son soutien public envers l'Église orthodoxe géorgienne en tant que Premier ministre, tout en nommant les accusations une « attaque directe contre l'État et l'Église ».

#### Gorge de Pankissi
Le 21 avril 2019, le commencement de la construction d'une station hydroélectrique dans la Gorge de Pankissi, une région montagnarde de Géorgie peuplée par une large communauté de Kistes musulmans, mène à une manifestation des habitants locaux, qui s'inquiètent des effets environnementaux de la station. La manifestation prend une tournure violente lors d'affrontements avec les forces spéciales du ministère des Affaires intérieures, qui utilisent du gaz lacrymogène et des balles en caoutchouc sur les protestataires, causant 38 policiers et 17 locaux blessés, ainsi que l'incendie de plusieurs voitures de police.
Gakharia débarque immédiatement dans la région pour tenter de calmer la situation et la manifestation s'attenue quand des négociations commencent entre les chefs de clan de Pankissi et les représentants du gouvernement géorgien dans le village de Birkiani. Gakharia promet alors que le gouvernement n'entreprendra pas la construction de la station sans le soutien de « 90 % de la population locale ». Après des mois de négociations, la construction de la station hydroéléctrique recommence en novembre 2019, quand Gakharia sert comme Premier ministre.
Malgré sa promesse de punir les attaquants kistes, Gakharia ne poursuit aucune charge criminelle sur les résidents de Pankissi. Son successeur en tant que ministre des Affaires intérieures Vakhtang Gomelaouri annonce plus tard qu'il aurait été partisan d'utiliser plus de force contre les protestataires.

#### Manifestations de 2019
Le 20 juin 2019, l'Assemblée interparlementaire sur l'orthodoxie, une organisation internationale représentant certains pays avec une large communauté chrétienne orthodoxe, inaugure sa conférence annuelle en Géorgie, sous les auspices du Parlement géorgien et de son président, Irakli Kobakhidzé. Toutefois, la prise symbolique du siège du Président du Parlement par Sergueï Gavrilov, un député communiste de la Douma russe qui a longtemps soutenu l'indépendance des régions séparatistes pro-russes d'Abkhazie et d'Ossétie du Sud, cause un malaise national au sein d'une population largement opposée à l'occupation par l'armée russe de ces deux régions. En quelques heures, la session interparlementaire est interrompue par le parti d'opposition GE, Gavrilov est expulsé du pays par des protestataires et des milliers de manifestants anti-russes se rassemblent sur l'Avenue Roustaveli afin de réclamer la démission du gouvernement, responsable d'avoir invité Gavrilov.

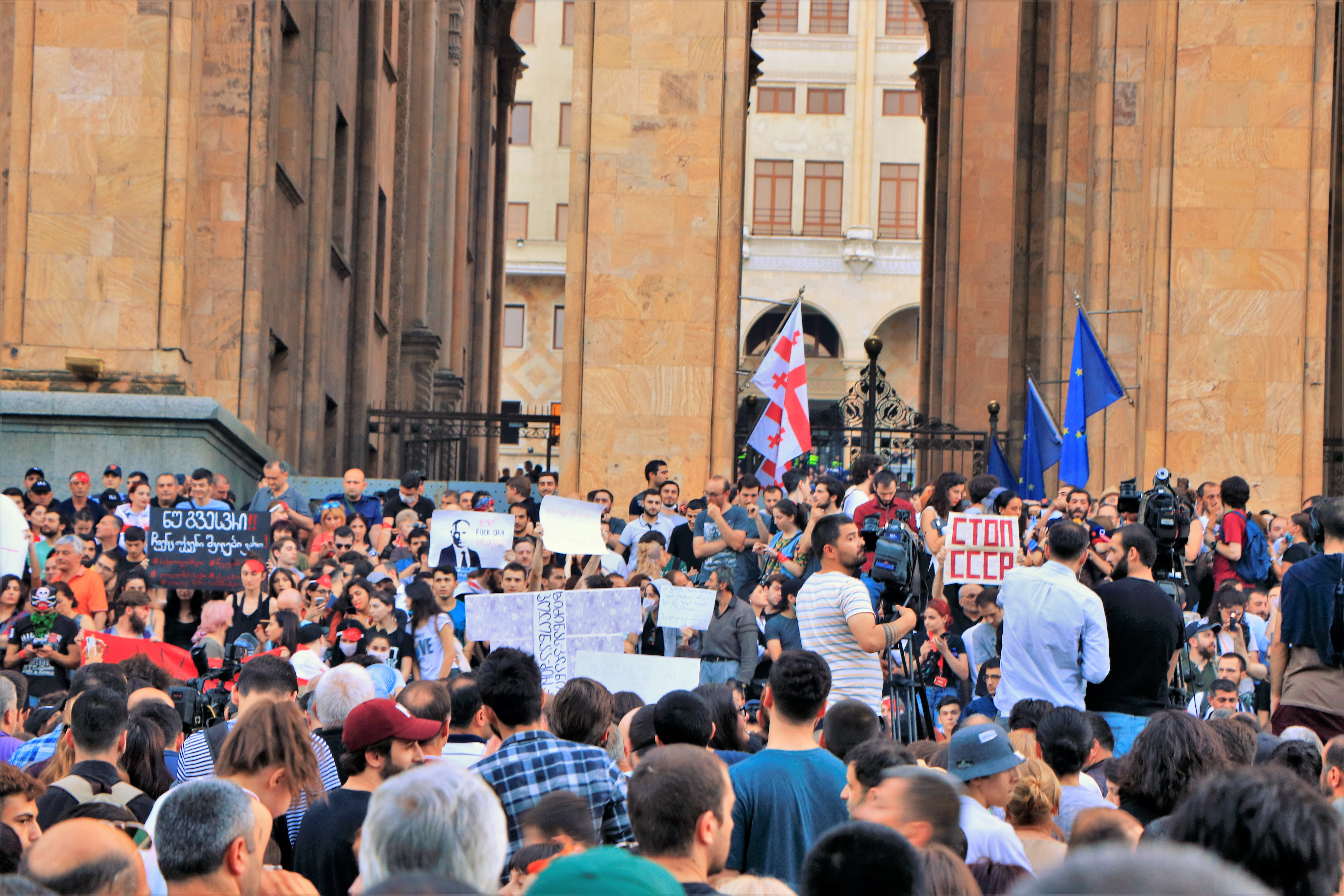
21 juin 2019 sur l'Avenue Roustaveli

Dans la soirée, près de 10 000 activistes anti-gouvernementaux réclament en particulier le départ de Gakharia, qui a encerclé le Parlement par un cordon policier pour empêcher un assaut par les dirigeants de l'opposition. Quand ceux-ci tentent néanmoins de briser le cordon policier pour pénétrer au sein du bâtiment, Gakharia, qui est accompagné de l'ambassadeur d'Allemagne en Géorgie au sein du Parlement, accuse les manifestants d'organiser une tentative de coup d'État et un affrontement violent entre policiers et protestataires devient un sujet international de préoccupations. 240 individus, dont 80 policiers et 12 journalistes, sont blessés dans la nuit du 20 au 21 juin, qui est resté connu sous le nom de « Nuit de Gavrilov ». La police finit par disperser la manifestation après l'utilisation de canons à eau et l'arrestation de 305 manifestants.
Les événements du 20 juin définissent la situation politique de la Géorgie pour des mois à venir. 39 ONG accusent la police d'avoir utilisé une force disproportionnée contre les manifestants, notamment en ciblant des balles en caoutchouc sur les visages de certains, causant deux victimes à perdre un œil. Amnesty International appelle alors à une enquête sérieuse sur l'utilisation de force par la police, tandis qu'Human Rights Watch déclare que la police n'aurait pas dû avoir carte blanche dans l'utilisation de sa force sur les manifestants. La Russie répond aux évènements du 20 juin en interrompant les vols directs entre la Russie et la Géorgie et en considérant des sanctions économiques sur la Géorgie. Quant à Gakharia, il ne fait aucune apparition publique jusqu'à une interview auprès de TV Pirveli, une chaîne d'information de l'opposition anti-gouvernementale, le 27 juin, durant laquelle il assume toute responsabilité pour les évènements du 20 juin mais refuse de démissionner avant une enquête officielle. Un rapport publié en 2020 par le Bureau du Défenseur public déclare que tandis que Gakharia a échoué de mettre un terme aux violences du 20 juin, il n'est pas responsable de la dispersion violente par la police, malgré avoir reconnu avoir donné tous les ordres du 20 juin.
Le 21 juin, Irakli Kobakhidzé démissionne de la présidence du Parlement, mais les manifestations continuent, les protestataires tournant désormais leurs efforts envers la démission de Gakharia. Le 22 juin, les protestations deviennent politiques quand la GE, le MNU et le Parti républicain (PR) prennent en charge la direction des manifestations. En quelques jours, celles-ci se répandent à travers le pays, notamment devant les bureaux du RG et la maison de Bidzina Ivanichvili, président milliardaire du RG. Ivanichvili apporte néanmoins son soutien public envers Gakharia puis annonce, le 24 juin, un projet de loi pour introduire un système entièrement proportionnel sans quorum d'entrée au parlement pour les élections législatives de 2020, accordant une des principales demandes des manifestants,. L'opposition le considère comme étant « l'homme de Moscou ». Le soutien du RG envers son ministre est pratiquement unanime, sauf le député Bidzina Guegidzé (RG-Tbilissi), qui est plus tard accusé de corruption par les autorités. Cette déclaration n'est toutefois pas suffisante pour calmer les demandes de démission de Gakharia par l'opposition géorgienne et l'ancien président en exil Mikheïl Saakachvili.
Le 8 juillet, les tensions continuent à augmenter quand un large groupe d'activistes pro-russes et d'extrême-droite s'unissent pour organiser une contre-manifestation sur l'Avenue Roustaveli. Le ministère des Affaires intérieures parvient toutefois à préserver une distance entre les deux groupes, mais refuse de restreindre la liberté d'expression de n'importe quel groupe. Les manifestations s'attenuent durant l'été mais une enquête du parquet fait convoqué Gakharia le 18 juillet. Le ministre annonce par la suite que les autorités géorgiennes refuseraient d'accepter le retour de Sergueï Gavrilov en Géorgie.

### Un ministre puissant
Guiorgui Gakharia est l'une des figures les plus constantes du gouvernement RG, étant l'une des rares personnes à avoir servi sous chaque Premier ministre depuis l'arrivée au pouvoir du parti en 2012. Sa présence continue et croissante au sein de la politique géorgienne fait de lui le centre de nombreuses rumeurs sur les divisions du Rêve géorgien. Dès mars 2017, alors qu'il est toujours ministre de l'Économie, certains experts prédisent une démission du Premier ministre Guiorgui Kvirikachvili en faveur de Gakharia, une théorie qui s'accentue en décembre de la même année lors du scandale de Citroën qui mène à des accusations de corruption contre Kvirikachvili.
Au sein du gouvernement, une division devient évidente en 2017 entre la faction de Kvirikachvili, ses alliés Mikheïl Djanelidzé (ministre des Affaires étrangères) et Dimitri Koumsichvili (ministre des Finances) et le groupe de Gakharia, Tea Tsouloukiani (ministre de la Justice) et Vakhtang Gomelaouri (directeur du Service de Sécurité d'État). Selon la presse géorgienne, cette dernière faction est soutenue par Bidzina Ivanichvili, ce qui peut se voir dans le démission de Kvirikachvili et de ses alliés en juin 2018. L'ascension de Gakharia comme ministre des Affaires intérieures est assez mener l'agence de presse Civil Georgia l'un des trois hommes les plus puissants du pays, derrière Ivanichvili et le maire de Tbilissi, Kakha Kaladzé.
Il préserve ainsi sa position dans le cabinet de Mamouka Bakhtadzé et est à nouveau confirmé par le Parlement le 20 juin 2018 dans un vote de 99 en faveur et 6 contre. Le 17 juillet, dans un cabinet réduit de 14 à 11 ministères, il est nommé Premier adjoint au Premier ministre. Lors de la création d'un nouveau Conseil de sécurité nationale en 2019, critiquée par la présidente Zourabichvili pour l'exclusion de la présidence des décisions du Conseil, il devient son secrétaire. Le think tank Georgian Strategic Analysis Center (GSAC) analyse alors que la nouvelle configuration gouvernementale a donné une puissance démesurée à Gakharia.
Sous le mandat de Bakhtadzé, Gakharia devient un dauphin non-officiel et lors des manifestations de juin-juillet 2019, les activistes demandent non pas la démission du Premier ministre, mais celle de Gakharia. En juillet 2019, Bidzina Ivanichvili apporte son soutien vocal envers le ministre, déclarant que sa démission « équivaudrait à une trahison ».

## Premier ministre

### Nomination
Le 2 septembre 2019, Mamouka Bakhtadzé démissionne. Le lendemain, Bidzina Ivanichvili désigne Gakharia comme candidat pour la position de Premier ministre, une candidature soutenue unanimement par le conseil politique du RG. Cette nomination est rapidement critiquée par l'opposition : le député MNU Zaal Oudoumachvili la décrit comme la « pire décision d'Ivanichvili », tandis que Davit Bakradzé (GE) la qualifie comme une « guerre ouverte sur le peuple géorgien ». Roman Gotsiridzé du MNU accuse le parti au pouvoir de vouloir accommoder la Russie, tandis que le journal allemand Deutsche Welle nomme Gakharia un « homme de Moscou », avant de rétracter la dénomination. Des manifestations reprennent devant le bâtiment du Parlement, les protestataires formant un « couloir de honte » et les parlementaires de l'opposition forcent la session du 3 septembre à s'arrêter temporairement.

La nomination de Gakharia est décrite ainsi par Civil Georgia : 
« Le signal est clair, les premiers hommes au visage de bébé, comme le Premier ministre sortant Mamouka Bakhtadzé, partent, et le cabinet de guerre est mis en place. Les nouvelles nominations annoncent que le RG a lancé sa campagne électorale parlementaire de 2020 avant ses adversaires, et qu'elle sera source de division, amère et sale. »
Durant son audience parlementaire, il échange des mots tendus avec le MNU. Les députées Tina Bokoutchava et Salomé Samadachvili prédisent que Gakharia se retrouverait en prison dans le cas du retour du MNU au pouvoir, tandis que Bokoutchava lui recommande de « marcher avec plus de gardes du corps » si choisi comme Premier ministre. Gakharia annonce quant à lui qu'il utiliserait son mandat pour « mettre fin au MNU ».
Il est confirmé Premier ministre, avec son cabinet, dans un vote boycotté par l'opposition, le 8 septembre, avec 98 votes en faveur,.. Son élection est immédiatement applaudie par les dirigeants occidentaux, dont Donald Tusk, Jean-Claude Juncker, Mike Pompeo et Boris Johnson.

### Politique extérieure

#### Nouvelle diplomatie
Tandis que la politique du gouvernement RG, comme celle de son prédécesseur, est une diplomatie fortement pro-occidentale, Gakharia supporte une rhétorique moins agressive que celle du MNU envers la Russie, ainsi que l'ouverture de négociations diplomatiques avec Moscou sur le conflit russo-géorgien. Le 26 septembre 2019, les ministres des Affaires étrangères de Géorgie (David Zalkaliani) et de Russie (Sergueï Lavrov) se rencontrent à New York pour la première fois depuis la guerre de 2008. La rencontre, organisée sous les auspices de la médiation suisse, est soutenue par Gakharia, ce qui pousse l'activiste d'opposition Chalva Natelachvili à le nommer un « satellite du Kremlin ».

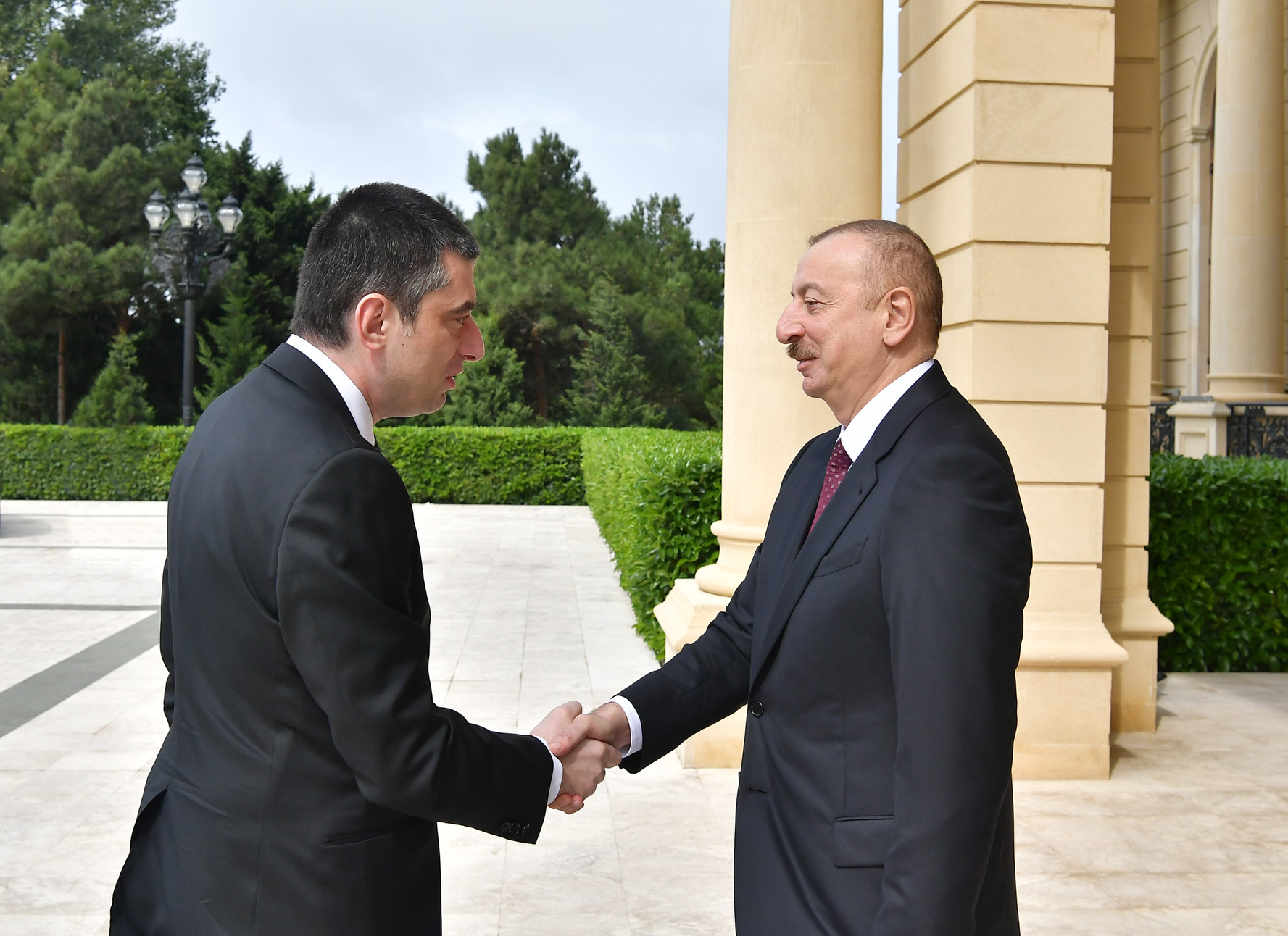
La première visite internationale de Gakharia est en Azerbaïdjan.

Une fois arrivée au pouvoir, Guiorgui Gakharia entreprend une série de visites auprès des voisins de la Géorgie pour renforcer les liens de Tbilissi avec ses partenaires régionaux. Sa tenure à la tête du gouvernement contribue à un rapprochement considérable avec la Turquie, notamment lors de sa visite du 31 octobre 2019, durant laquelle il rencontre Recep Tayyip Erdoğan et s'accorde avec ce dernier de doubler les échanges commerciaux entre les deux pays dans les années à venir. Le 19 novembre, la première session du Conseil économique turco-géorgien se déroule depuis 2005 et Tbilissi et Ankara décident de simplifier leurs procédures douanières. Gakharia considère une forte alliance tripartite entre Ankara, Tbilissi et Bakou comme une assurance contre l'influence russe dans la région et supporte une plus grande coopération militaire avec la Turquie sur la Mer Noire. Le 30 novembre, il visite une seconde fois la Turquie pour inaugurer le Gazoduc transanatolien,. En 2020, Ankara critique les capitales occidentales pour ne pas avoir encore accepté l'accession de la Géorgie au sein de l'OTAN.
Gakharia considère comme une de ses priorités la transformation de la Géorgie en un centre de transport et de logistique internationale, facilitant le commerce entre Europe et Asie, et reçoit le soutien de la Banque mondiale dans ce projet. Ainsi, il décide de visiter les Pays-Bas peu de temps après son arrivée au pouvoir, un symbole de l'importance économique hollandaise en Géorgie, avant même de visiter Bruxelles, une tradition protocolaire pour les nouveaux dirigeants géorgiens. En décembre 2019, il signe un accord multilatéral avec les États de GUAM sur l'utilisation des technologies blockchain pour vérifier les certificats d'origine des marchandises transportées à travers les frontières des États membres de GUAM, ainsi que sur la reconnaissance mutuelle des opérateurs économiques agréés entre les administrations douanières. Le 22 octobre 2020, la Géorgie et le Japon signent un accord pour éviter la double imposition des compagnies. Gakharia a soutenu durant sa tenure l'ouverture d'une ambassade indienne en Géorgie ainsi que la continuation des négociations pour un accord de marché libre avec l'Inde.

#### Voisinage transcaucasien
Le Premier ministre tente également de régler les tensions frontalières entre la Géorgie et l'Azerbaïdjan, au sujet du contrôle du monastère de David Garedja. Tandis que le 9 octobre 2019, une école et une église géorgienne ouvrent leurs portes pour la première fois en 120 ans dans le Qax, Gakharia et le président Ilham Aliyev obtiennent un accord bilatéral deux jours plus tard pour rendre accès au monastère au clergé orthodoxe géorgien. Toutefois, de nouvelles tensions embrouillent les deux nations en juillet 2020 quand le gouvernement géorgien tente de bloquer l'acquisition de Caucasus Online, l'un des plus grands fournisseurs de services Internet de Géorgie, par une firme azerbaïdjanaise.
Le 24 septembre 2020, lors de la visite du ministre des Affaires étrangères azerbaïdjanais Djeyhoun Baïramov à Tbilissi, le gouvernement géorgien annonce la découverte de cartes soviétiques favorisant la Géorgie dans le processus de délimitation de la frontière bilatérale. La découverte de ces cartes par un homme d'affaires géorgien vivant en Russie mène à l'arrestation de deux anciens membres de la Commission de délimitation et de démarcation de la frontière géorgienno-azerbaïdjanaise qui auraient dissimulé ces cartes sous le gouvernement de Mikheïl Saakachvili pour favoriser l'Azerbaïdjan. L'« affaire des cartographes » devient un sujet scandaleux en Géorgie lors des élections parlementaires de 2020, l'opposition accusant le gouvernement de fabriquer un cas criminel contre deux innocents pour accuser l'ancien gouvernement géorgien de trahison. En octobre, tandis que Bakou déclare ne pas vouloir considérer ces nouvelles cartes dans les négociations bilatérales, Ilham Aliyev nomme les relations entre Tbilissi et Bakou « excellentes » et celui-ci est le premier chef d'État à féliciter Gakharia à la suite du premier tour des élections parlementaires, suivi par le premier ministre arménien Nikol Pachinian.
Gakharia visite également l'Arménie, pays avec des relations plus complexes et tendues, le 15 octobre 2019 pour tenter d'établir une relation proche avec son homologue Nikol Pachinian et d'atténuer les tensions culturelles existant entre les deux pays. Pachinian visite à son tour la Géorgie en mars 2020, une visite durant laquelle Gakharia demande publiquement plus de compréhension entre les peuples arméniens et géorgiens. Le Premier ministre géorgien offre fameusement un berger du Caucase à son homologue durant cette visite. Depuis, les deux pays ont supprimé l'obligation de passeport lors du franchissement de leurs frontières respectives. Une tension se renouvelle lors de la pandémie du COVID-19 quand le ministre de la Santé d'Arménie accuse la Géorgie de falsifier ses nombres d'infection, mais Gakharia ordonne néanmoins l'envoi de docteurs géorgiens pour venir en aide lors de l'expansion de la pandémie dans le pays en juin 2020.

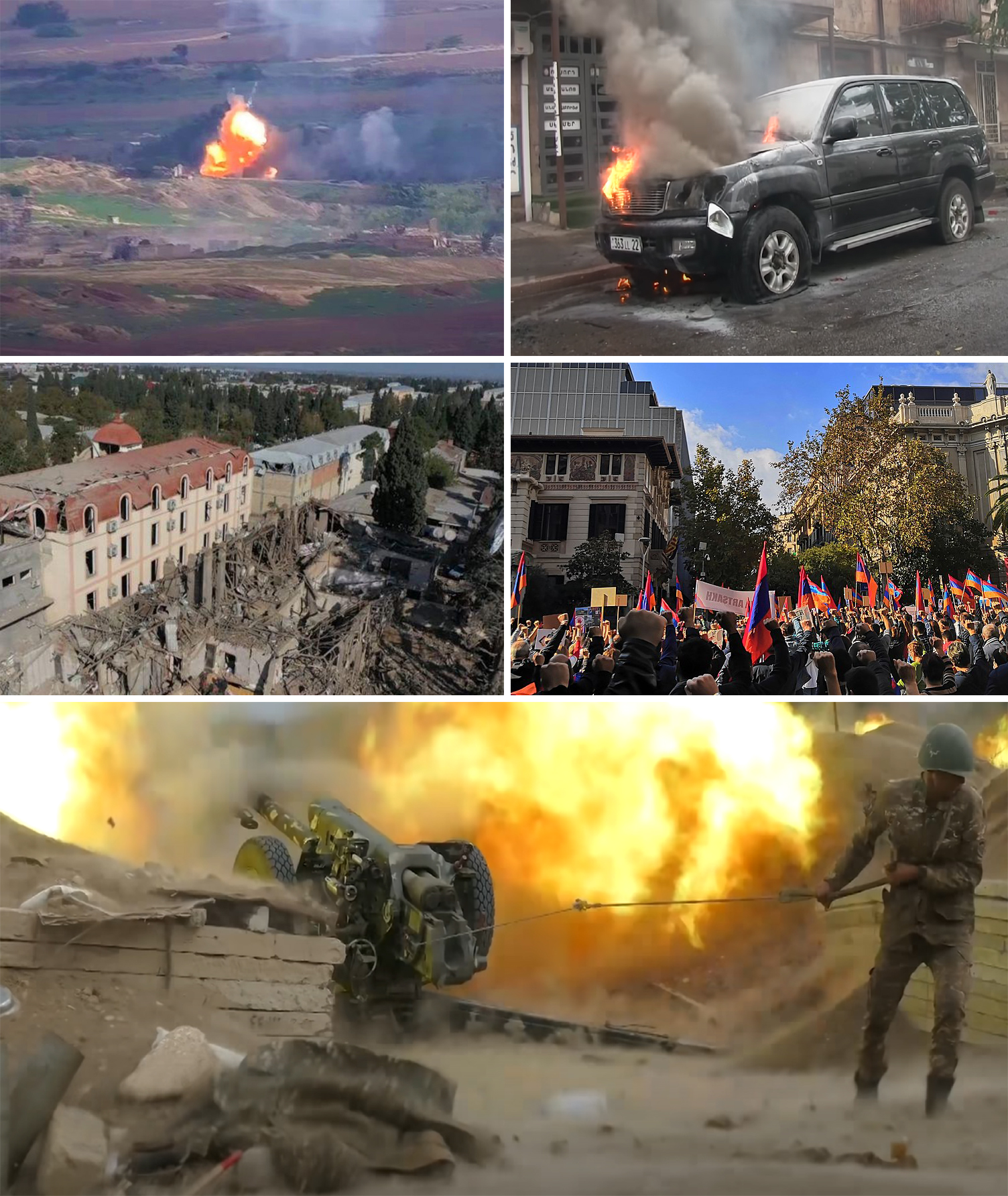
Durant la guerre du Haut-Karabakh de 2020, la Géorgie maintient sa neutralité.

Durant les affrontements armés arméno-azerbaïdjanais de 2020, Haqqin, une agence de presse liée aux services de sécurité de Bakou, accuse la Géorgie d'avoir offert un corridor pour le transport d'armement venant de Serbie vers l'Arménie, une allégation niée par le gouvernement de Gakharia, ainsi que par le président Aliyev (qui rappelle néanmoins son ambassadeur en Géorgie durant le scandale). Pendant la guerre du Haut-Karabakh de 2020, qui débute le 27 septembre, la Géorgie assure sa neutralité entre l'Arménie et l'Azerbaïdjan et la présidente Zourabichvili et Gakharia offre aux deux côtés une plateforme de négociations pour la paix à Tbilissi, une offre soutenue par l'Allemagne. Le 3 octobre, le Conseil de sécurité nationale géorgien interdit tout transit militaire en direction de l'Arménie et de l'Azerbaïdjan et bloque certaines livraisons suspicieuses en route vers l'Arménie.
Après la fin des hostilités du Karabakh, Gakharia entretient des conversations téléphoniques avec Aliyev et Pachinian pour lancer des discussions sur le rôle de la Géorgie dans les négociations entre les deux pays. Ce processus continue en 2021, lors de la visite du ministre arménien des Affaires étrangères Ara Aïvazian en Kakhétie le 23 janvier, une visite précédée par un appel entre David Zalkaliani et son homologue azerbaïdjanais. Quelques jours plus tard, le ministre iranian des Affaires étrangères Mohammad Djavad Zarif se rend à Tbilissi et rencontre Gakharia après une tournée du Caucase et en Russie, une visite largement interprétée comme étant une tentative par Téhéran de vouloir être impliqué dans les décisions stratégiques de la région.

#### Géorgie et Europe
Guiorgui Gakharia soutient l'intégration de la Géorgie au sein de l'Union européenne, une continuation de la politique pro-occidentale de ses prédécesseurs. À de nombreuses reprises, il a fait appel aux capitales européennes d'apporter plus de soutien à la Géorgie et d'avancer le niveau de coopération entre Bruxelles et Tbilissi, particulièrement dans les domaines de cybersécurité, de sécurité sur la Mer Noire et protéger la Géorgie contre la guerre hybride et la désinformation médiatique. La Géorgie faisant partie du Partenariat oriental de l'UE depuis 2009, il soutient la tenue d'un Sommet du Partenariat avant la fin de 2020 afin de développer des « objectifs ambitieux » pour la Géorgie. Gakharia a signé avec l'Ukraine et la Moldavie un appel commun pour former un format UE + 3 sur l'intégration sectorale des trois pays au sein de l'Union.
Il a toutefois dû faire face à certaines critiques, notamment lors de la visite de Johannes Hahn, commissaire à l'élargissement et à la politique européenne de voisinage, en septembre 2019, qui souligne l'importance de protéger l'indépendance du système judiciaire en Géorgie, lors d'une crise politique durant laquelle l'opposition anti-gouvernementale accuse le RG de prendre contrôle sur les cours géorgiennes. Le 5 mars, un groupe de 26 membres du Parlement européen lui envoient une lettre exprimant leurs préoccupations concernant le recul de la démocratie en Géorgie. Afin de répondre aux critiques européennes sur le haut taux d'immigration illégale en provenance de Géorgie, il fait introduire une série de mesures à la frontière géorgienne pour contrôler le flux des départs vers l'Europe.
Gakharia a néanmoins qualifié les relations entre l'UE et la Géorgie comme « plus fortes que jamais ». Le 16 septembre 2019, il inaugure avec Hahn la première École européenne hors des frontières de l'UE, une école secondaire qui peut accepter des étudiants d'à travers le Partenariat oriental. Durant la pandémie de COVID-19, l'Union européenne est derrière l'une des plus importantes aides financières de l'histoire du pays et la première visite internationale de Gakhari après le début de la pandémie se déroule à Bruxelles en septembre, une visite durant laquelle Gakharia sécurise un prêt de 129 millions d'euros pour la Géorgie.
La Géorgie devient présidente du Comité des ministres du Conseil de l'Europe de novembre 2019 à mai 2020, une période durant laquelle la Géorgie devient membre du Groupe Pompidou pour combattre le trafic de drogues européen. Cette tenure devient controversée dans le pays quand le gouvernement doit considérer la responsabilité d'accueillir une session du Conseil de l'Europe à Tbilissi en avril 2020 avec la participation de chaque État membre du CE, y compris la Russie. La perspective d'accueillir une délégation russe de haut niveau moins d'un an après les événements du 20 juin 2019 est vivement critiquée par l'opposition. Gakharia finit par négocier la tenue de la session à Strasbourg, une décision à laquelle son ministre des Affaires étrangères, David Zalkaliani, s'est opposé. La session n'a toutefois jamais lieu à cause de la pandémie de COVID-19.

Lors d'un rassemblement public de milliers de Géorgiens pour célébrer la présidence géorgienne du CE à Tbilissi, Gakharia déclare : 
« L’Europe est le passé de la Géorgie, l’Europe est le présent de la Géorgie et l’Europe sera la Géorgie de demain. »
Au niveau bilatéral, Gakharia poursuit des relations approfondis avec les différents États du continent européen. Son gouvernement signe un accord de migration circulaire avec la Bulgarie en septembre 2019, puis un accord de partenariat stratégique avec la Grande-Bretagne en octobre pour continuer les relations bilatérales au-delà de Brexit. Il signe également un décret autorisant les citoyens suisses à vister la Géorgie sans passeport. Durant la pandémie de COVID-19, Péter Szijjártó, ministre des Affaires étrangères de Hongrie, est le premier officiel étranger à visiter Géorgie, ouvrant une ligne de crédit de 155 millions d'euros pour des investissements hongrois en Géorgie. Un accord de coopération militaire est également signé avec la Hongrie le 25 septembre.
Avec l'inauguration de son second cabinet suivant les éléctions parlementaires de 2020, il fait de l'intégration géorgienne au sein de l'UE la principale priorité internationale du gouvernement géorgien et soutientla proposition du Parlement d'annoncer la candidature officielle de la Géorgie en 2024.

#### Relations avec les États-Unis

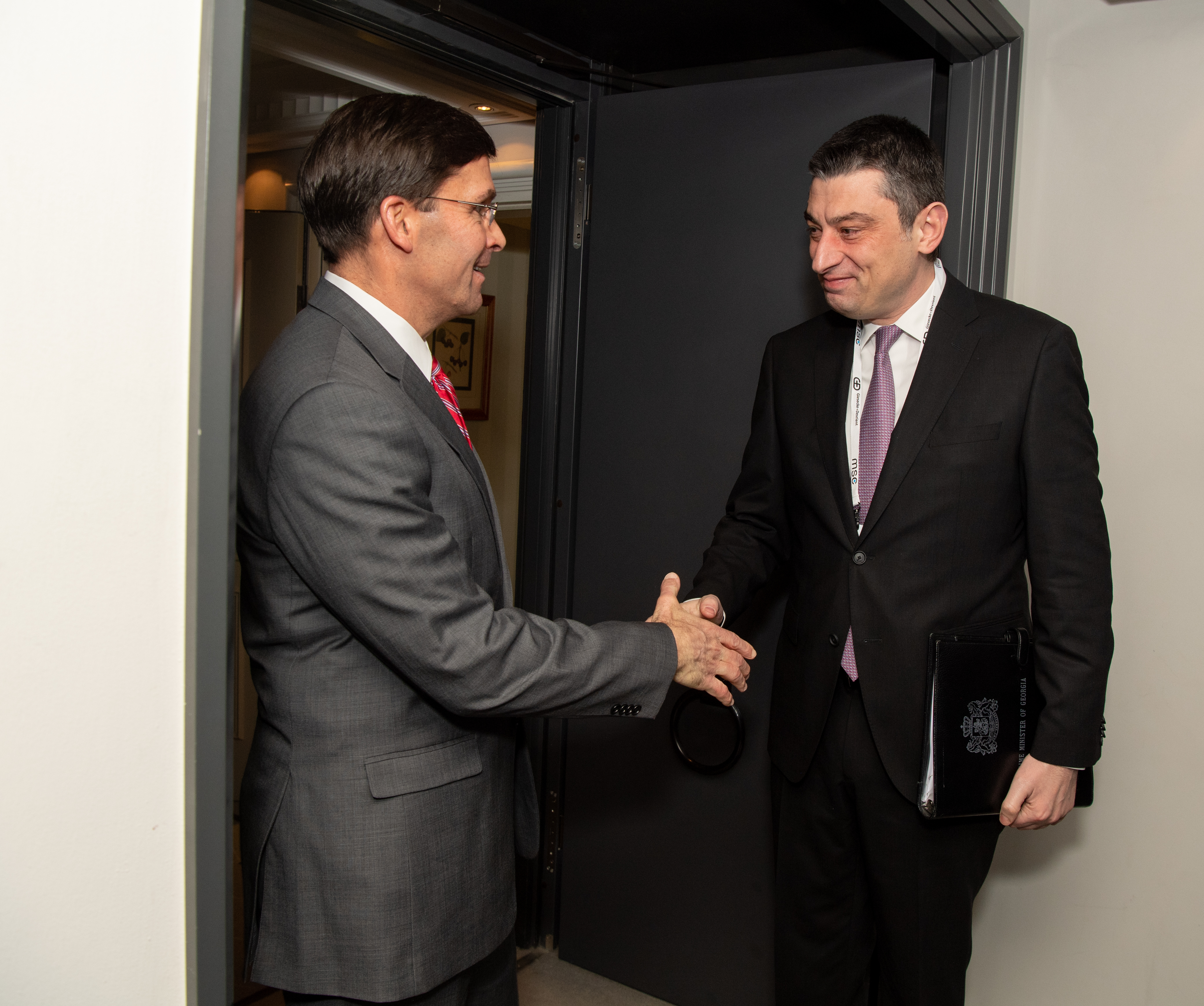
Gakharia rencontre Mark Esper en février 2020.

Gakharia a qualifié l'approfondissement des relations entre la Géorgie et les États-Unis comme « crucial pour la survie » du pays, continuant la politique pro-américaine géorgienne depuis la révolution des Roses. Le Premier ministre s'est présenté comme un partisan d'un accord de libre-échange avec les États-Unis, malgré la politique protectionniste de Donald Trump, et le lancement de vols directs entre les deux pays. Sous sa tenure, Gakharia a sécurisé des accords de coopération entre le ministère de la Justice géorgien et le département de la Justice, puis entre le ministère géorgien de la Défense et le Pentagone, à la suite duquel les États-Unis manufacturent des lance-missiles FGM-148 Javelin pour la Géorgie. La Defense Threat Reduction Agency du gouvernement américain a équipé la garde-côte et les forces frontalières géorgiennes en juillet 2020.
Lors de la crise américano-iranienne de 2019-2020, la Géorgie est le seul pays dans la région à prendre une position ouvertement pro-américaine,. De son côté, le Congrès américain passe le Georgia Support Act, un projet de loi garantissant le partenariat stratégique entre les deux pays et imposant des sanctions sur les pays ayant des relations diplomatiques avec l'Abkhazie et l'Ossétie du Sud, en octobre 2019, tandis que le budget du gouvernement des États-Unis de 2020 offre 132 millions de dollars en aides à la Géorgie, la plus grande somme de l'histoire des relations bilatérales.
La première rencontre diplomatique de Guiorgui Gakharia est avec Philip Reeker, sous-secrétaire d'État aux Affaires européennes et eurasiennes, une rencontre durant laquelle Gakharia déclare comme sa priorité internationale principale l'approfondissement du partenariat stratégique avec les États-Unis. Il rencontre également Mark Esper, secrétaire de la Défense des États-Unis, lors de la Conférence de sécurité de Munich en février 2020. Gakharia aurait dû visiter les États-Unis au printemps 2020, mais la visite a été reportée à la suite de la pandémie de COVID-19. Les premiers mois au pouvoir de Gakharia coïncident avec la nomination de Kelly Degnan comme ambassadrice des États-Unis en Géorgie après des années d'absence diplomatique américaine dans le pays.
Malgré les proches relations entre Tbilissi et Washington, certains membres du Congrès des États-Unis ont critiqué Gakharia à la suite des manœuvres de son gouvernement contre Frontera Resources, une compagnie pétrolière au centre de nombreux scandales en Géorgie. Frontera a accusé le gouvernement géorgien d'une politique anti-américaine, soulignant la vente de 75 % des actions de la Zone industrielle libre de Poti durant la tenure de Gakharia comme ministre de l'Économie et du Développement durable. Commençant en décembre 2019, une série de lettres sont envoyées par des membres républicains du Congrès à Gakharia, accusant son gouvernement de poser des risques aux investissements américains et au capitalisme. Le 23 janvier, Brian Babin (R-Texas) est le premier a mentionner directement Frontera au centre de ses critiques, suivis par Randy Weber (R-Texas), qui soutient des sanctions sur la Géorgie. Une tentative de négociations entre David Zalkaliani et des sénateurs en février, une rencontre entre Gakharia et Chris Socha (Directeur du personnel de la commission des relations étrangères du Sénat américain) puis la défaite de Frontera Resources lors d'un arbitrage international ne suffisent pas à calmer les membres du Parti républicain : en juin 2020, le Republican Study Committee publie un rapport demandant des sanctions contre Bidzina Ivanichvili. Le gouvernement géorgien a accusé ces membres du Congrès de se baser sur « informations subjectives » présentées par Frontera, tandis que Gakharia a offert des négociations avec les auteurs de ces lettres, avant d'accuser directement les lobbyistes de la compagnie pétrolière.

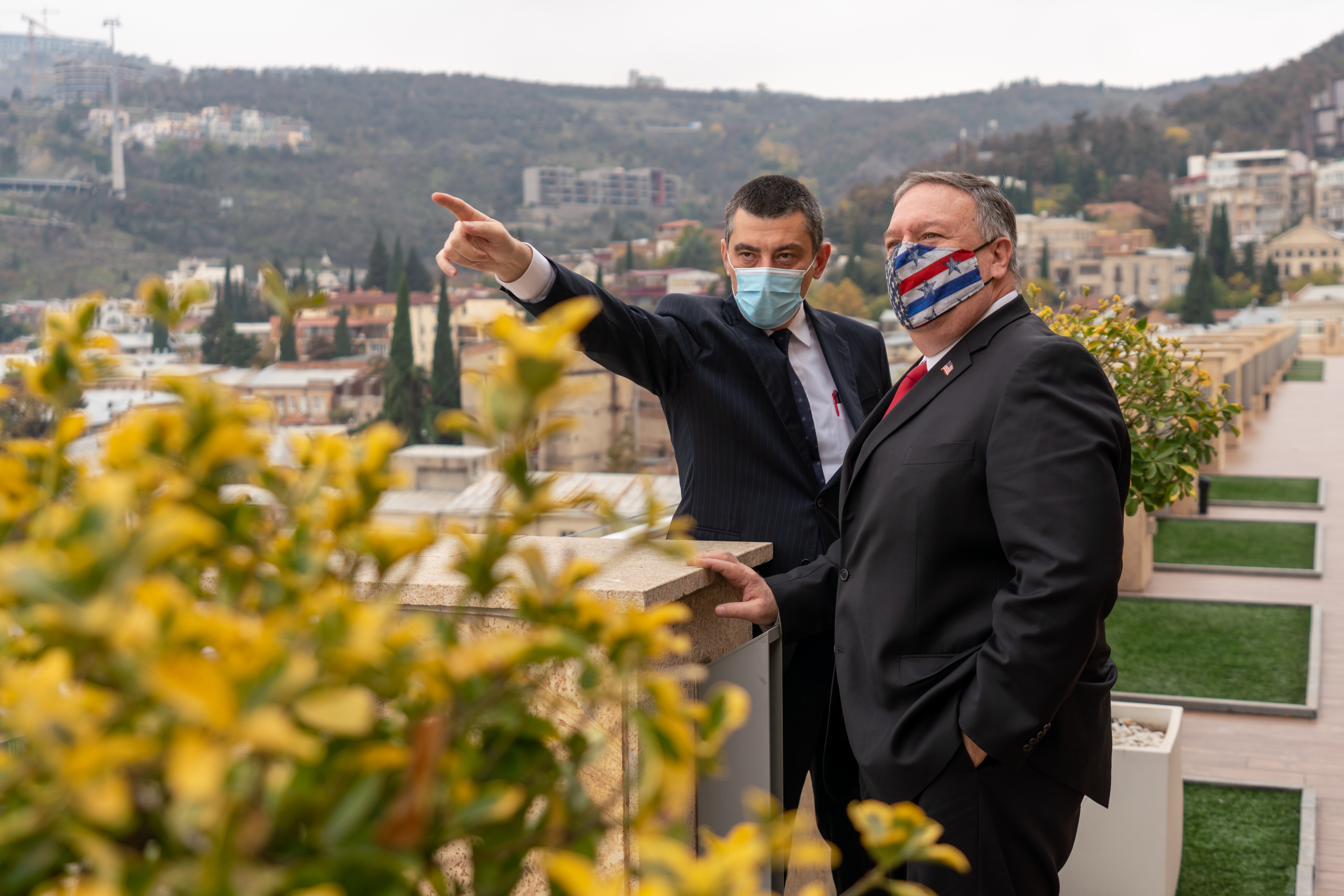
Mike Pompeo visite Tbilissi en novembre 2020.

En juillet 2020, un sous-comité de la Chambre des représentants des États-Unis propose une initiative donnant au département d'État américain le pouvoir de retenir 15 % des 132 millions de dollars d'aide financière annuelle offerte au gouvernement géorgien dans le cas où Tbilissi n'adresse pas ce que Washington considère être une attitude hostile envers Frontera. Le 23 juillet, le gouvernement de Gakharia annonce un retrait de sa position et rétablit son contrat avec la compagnie pétrolière dans 1 % de ses territoires. Cette décision est rapidement applaudie par l'ambassade américaine en Géorgie, tandis qu'Adam Kinzinger adopte une position plus conciliante envers la Géorgie, déclarant que Washington n'appliquerait pas de sanctions et que la Géorgie est prête à rejoindre l'OTAN. Toutefois, quand Frontera réclame un nouveau compromis, sept membres du Congrès, principalement venant du Texas, rédigent une lettre accusant le gouvernement de Gakharia d'avoir adopté une politique pro-russe. En août, le gouvernement géorgien offre une aide financière de 1 200 laris pour les employés limogés par la compagnie pétrolière.
Mike Pompeo, secrétaire d'État des États-Unis, visite la Géorgie le 18 novembre 2020. Cette visite se déroule quelques jours après l'inauguration d'un nouveau Parlement boycotté par l'opposition anti-gouvernementale qui accuse le parti au pouvoir de fraude électorale. Durant la visite, Pompeo rencontre Gakharia et pousse le gouvernement géorgien vers des réformes électorales et judiciaires, mais refuse une audience auprès des dirigeants de l'opposition, insinuant le soutien de Washington envers le gouvernement de Gakharia. Parallèlement, le Congrès américain approuve le budget final des 132 millions de dollars en aide financière à la Géorgie sans condition, tout en instruisant le département d'État de publier un rapport sur le développement démocratique dans le pays. Le 20 novembre, les États-Unis financent l'achat par la Géorgie de 600 M249 light machine gun.
La Géorgie rejoint en janvier 2021 la Clean Networks Alliance, un accord alignant le pays à Washington pour soutenir le déploiement d'infrastructure 5G américaine, un accord largement considéré comme une alliance contre la Chine.

#### Géorgie et OTAN

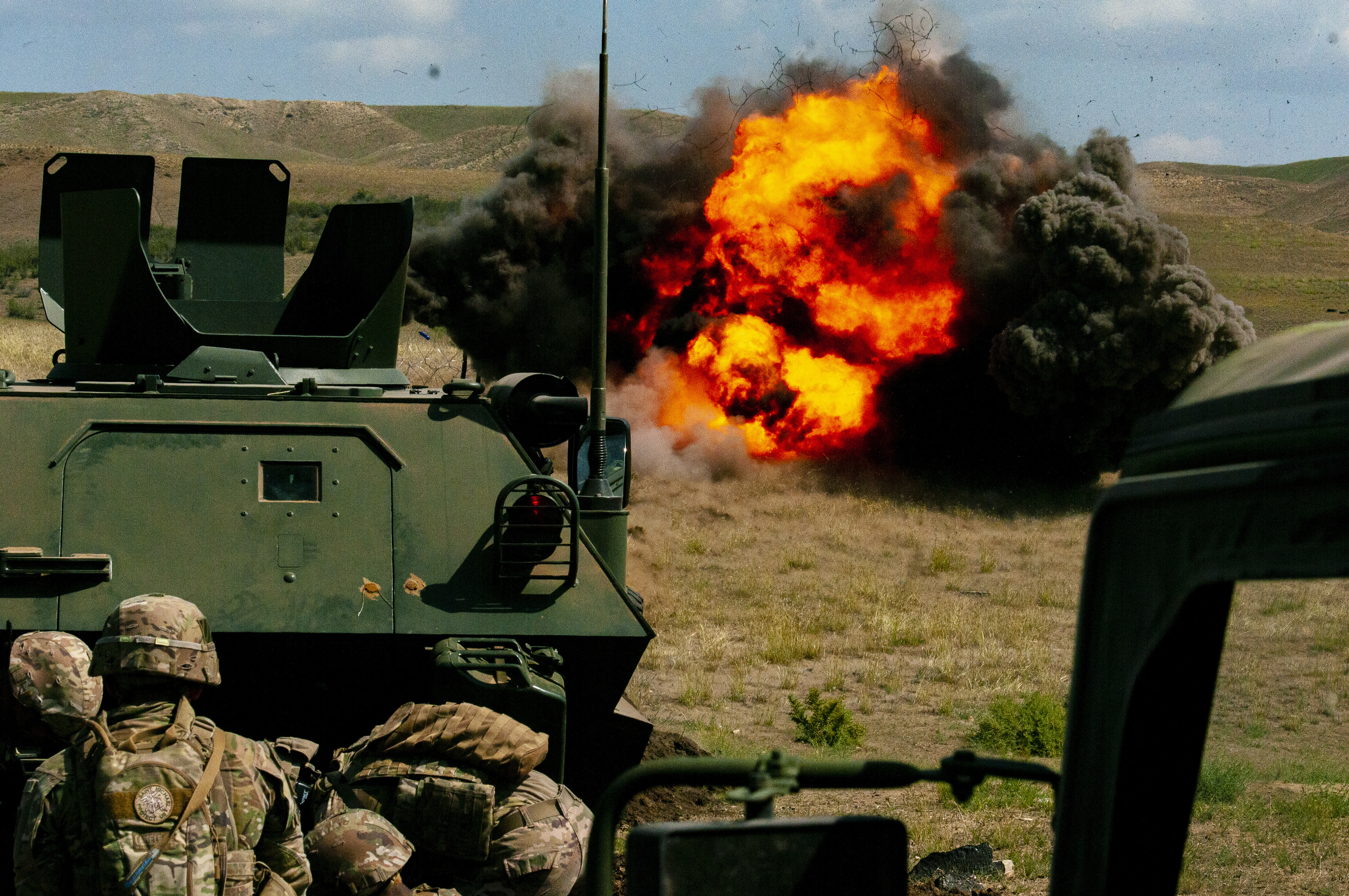
Les exercises militaires Noble Partner 2020 se déroulent en septembre 2020.

Guiorgui Gakharia soutient l'intégration de la Géorgie au sein de l'OTAN. Dans ce cadre, les relations entre l'Alliance transatlantique et la Géorgie s'approfondissent sous son mandat : la garde-côte géorgienne participe pour la première fois à des entraînements de l'OTAN sur la Mer Noire en octobre 2019, la Géorgie rejoint la platforme d'échanges d'information sur la cybersécurité de l'Organisation en mars 2020, la police militaire du ministère géorgien de la Défense rejoint le Bataillon de police militaire multinational de l'OTAN en décembre 2020 et l'OTAN adopte un ensemble de mesures visant à renforcer son partenariat, notamment en prenant des mesures pour sécuriser la mer Noire.
La Géorgie aurait dû participer à Defender Europe 2020, le plus grand exercise militaire en Europe depuis la fin de la guerre froide, avant l'annulation des exercises en raison de la pandémie de COVID-19. Ces exercises sont toutefois remplacés par la participation de la Géorgie dans les exercises Sea Breaze 2020 organisés par l'OTAN dans la Mer Noire en juillet 2020, ainsi que l'accueil de l'action militaire Noble Partner 2020 en septembre.
En octobre 2019, il préside avec Rose Gottemoeller la Commission OTAN-Géorgie à Batoumi, durant laquelle les ambassadeurs occidentaux approuve la préparation d'un nouveau Paquet substantiel OTAN-Géorgie (PSOG). Un an plus tard, le secrétaire général de l'OTAN Jens Stoltenberg annonce un PSOG renforcé.

#### Conflit russo-géorgien
Depuis la crise du 20 juin 2019, le conflit russo-géorgien atteint un nouveau sommet à la suite de la décision russe d'interrompre les vols directs entre les deux pays. Gakharia se prononce en faveur du retour des vols russes sur le marché géorgien, tandis que le ministre russe des Affaires étrangères Sergueï Lavrov a déclaré considérer la restoration des vols, une décision qui n'a toutefois toujours pas été prise par Moscou. La Russie a proposé l'ouverture d'une représentation commerciale à Tbilissi, ce que le gouvernement géorgien a refusé. Gakharia soutient la continuation du Format Abachidzé-Karassine, la seule plateforme de négociations bilatérales entre Moscou et Tbilissi, et a gardé le diplomate Zourab Abachidzé dans sa capacité de représentant spécial du Premier ministre pour les relations avec la Russie (une fonction que celui-ci occupe depuis 2012).
Le 28 octobre, une cyberattaque paralyse plus de 15 000 sites Internet géorgiens, dont celui de la Présidence. Le 20 février 2020, le gouvernement géorgien, les États-Unis et la Grande-Bretagne accusent la GRU russe d'avoir organisé l'attaque, que Gakharia a qualifé comme une attaque sur la souveraineté géorgienne et le 19 octobre, le département de la Justice des États-Unis dépose des accusations criminelles contre six agents de la GRU pour leur implication dans une attaque cyber sur la Géorgie. Durant la pandémie de COVID-19, la Russie accuse le Richard Lugar Research Center de Tbilissi, un centre médical américano-géorgien derrière une large partie des efforts gouvernementaux contre le SARS-CoV-2, de guerre biologique (certains dignitaires russes impliquent la Géorgien dans l'empoisonnement du dissident russe Alexeï Navalny) et réclame le droit d'inspection du centre, une demande acceptée par le gouvernement de Gakharia dans le cadre d'une inspection internationale ; la Russie refuse toutefois de faire partie d'une inspection internationale et Moscou est suspecté dans une attaque cyber contre le centre médical en septembre. En juin 2020, les Services de sécurité d'État géorgiens ont arrêté un citoyen russe, l'accusant d'avoir été envoyé par le chef tchétchène Ramzan Kadyrov pour assassiner un journaliste géorgien. Le 7 août 2020, 12 ans après la guerre russo-géorgienne, Gakharia fait appel publiquement à la Russie de mettre fin à sa « campagne de déstabilisation » contre la Géorgie.
La Géorgie a accusé la Russie de violation du Traité Ciel ouvert en empêchant le survol de l'Abkhazie et de l'Ossétie du Sud. Cette accusation a contribué au retrait des États-Unis du traité en mai 2020. Gakharia soutient une plus grande implication de l'Union européenne dans le conflit russo-géorgien. La Géorgie boycotte la cérémonie d'ouverture de la session d'automne 2019 de l'Assemblée parlementaire du Conseil de l'Europe pour protester le retour de la Russie au sein du CE. Le 25 août 2020, la Géorgie a rejoint l'extension des sanctions sur la Russie imposée par le Conseil de l'Europe pour l'annexion de la Crimée. Lors de l'inauguration de son second cabinet en novembre 2020, Gakharia a cité comme la priorité diplomatique d'assurer plus de pressions internationales sur la Russie avec l'aide des partenaires occidentaux de la Géorgie.

#### Tensions avec l'Ukraine
La Géorgie et l'Ukraine entretiennent de proches relations bilatérales depuis la révolution orange de 2005, des relations qui se sont approfondies à la suite du conflit russo-ukrainien. En décembre 2019, Guiorgui Gakharia et le président ukrainien Volodymyr Zelensky établissent un conseil stratégique de haut-niveau pour des discussions directes sur la défense, le commerce bilatéral et les relations humanitaires entre les deux pays. Toujours sous Gakharia, la Géorgie, l'Ukraine, la Moldavie et l'Azerbaïdjan forment une zone économique intégrée avec un régime de marché libre commun.
En avril 2020, le président Zelensky annonce la nomination de Mikheïl Saakachvili, ancien président géorgien en exil et condamné in absentia par la justice géorgienne pour abus de pouvoir, au poste d'Adjoint au Premier ministre pour les réformes nationales. Gakharia qualifie Zelensky comme un homme politique « irresponsable » et sa décision comme « absolument inacceptable ». Le 8 mai, le gouvernement géorgien rappelle son ambassadeur en Ukraine, refusant de le renvoyer depuis. Saakachvili n'obtient pas le soutien du parti au pouvoir dans la législature ukrainienne pour sa nomination et est par la suite nommé comme président du Conseil national pour les réformes. Malgré ce développement, Gakharia refuse de mettre fin au partenariat stratégique entre les deux pays, tandis que Zelensky déclare que la nomination de Saakachvili est une issue interne.

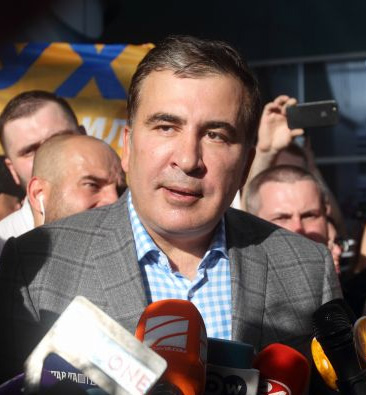
Mikheïl Saakachvili

En Ukraine, Saakachvili nomme Zourab Adeïchvili, un ancien ministre de la Justice géorgien aussi condamné in absentia par la justice géorgienne, comme son conseiller. L'ancien président du gouvernement de la république autonome d'Adjarie Levan Varchalomidzé est annoncé comme chef du futur Bureau uni des investissements. En juin, Saakachvili déclare vouloir travailler pour vaincre le RG aux élections parlementaires géorgiennes de 2020, à la suite de quoi l'ambassadeur ukrainien en Géorgie est convoqué par le gouvernement. Malgré ces démarches diplomatiques, Saakachvili continue ses déclarations contre le RG et dit être impliqué dans la sélection de candidats anti-gouvernementaux pour les élections parlementaires géorgiennes de 2020, puis fait appel à l'opposition géorgienne de protester les résultats de celles-ci en violation au couvre-feu lié à la pandémie.
La Géorgie condamne néanmoins la déportation des Tatars de Crimée lors de la Seconde Guerre mondiale par l'URSS en mai 2020. La visite d'Andri Taran, ministre ukrainian de la Défense, en Géorgie en août 2020, ainsi que sa signature avec son homologue Irakli Gharibachvili d'un protocole de coopération militaire indique un réchauffement dans les relations entre Kiev et Tbilissi. L'ambassadeur géorgien n'a néanmoins pas été retourné en Ukraine durant le reste de la tenure de Gakharia.
Suivant des déclarations par Saakachvili faisant appel à la désobéisance civile contre les restrictions publiques liées au Covid-19 en Géorgie en février 2021, le ministère ukrainien des Affaires étrangères a demandé aux dignitaires du gouvernement ukrainien de ne pas faire de commentaires sur la politique interne géorgienne. En réponse, Saakachvili a accusé Igor Dolhov, ambassadeur d'Ukraine à Tbilissi, de corruption.

### Conflits séparatistes
Depuis 2008, les régions d'Abkhazie et d'Ossétie du Sud sont hors du contrôle de Tbilissi et reconnues par la Russie, Nauru, le Venezuela, le Nicaragua et la Syrie comme des républiques indépendantes. Gakharia a nommé les conflits séparatistes les « plus grandes menaces à la sécurité nationale » de la Géorgie et a ainsi instruit son Conseil de sécurité nationale de rédiger une stratégie pour adresser le problème. Il a fait appel aux forces militaires russes, qui occupent les régions séparatistes, de laisser la Mission d'observation de l'Union européenne (EUMM) patrouiller les républiques séparatistes, à la suite de quoi le gouvernement de facto de Tskhinvali accuse l'EUMM de mettre en scène des provocations et détient temporairement une équipe de la mission. La résolution géorgienne à l'ONU appelant au retour des déplacés géorgiens en Abkhazie et en Ossétie du Sud, adoptée chaque année à l'Assemblée générale, a reçu 84 votes de soutien en 2020, le nombre le plus élevé jamais enregistré depuis 2008.

Gakharia établit une commission spéciale pour retrouver les corps des 2 300 personnes manquantes depuis les guerres séparatistes de 1992-1993 et 2008. Le 27 septembre 2019, 27 ans après la chute sanglante de Sokhoumi, Gakharia déclare : 
« Nous avons beaucoup appris depuis lors, nous et les Abkhazes avons grandi depuis lors, beaucoup nous unit. Nous sommes unis par le sentiment que la guerre a été notre plus grande tragédie. Chacun de nous devrait réaliser que la guerre n'est pas une solution; un travail 24h / 24, la construction du pays, les institutions démocratiques, une Géorgie forte et unie : c'est ce que nous devons construire ensemble. »

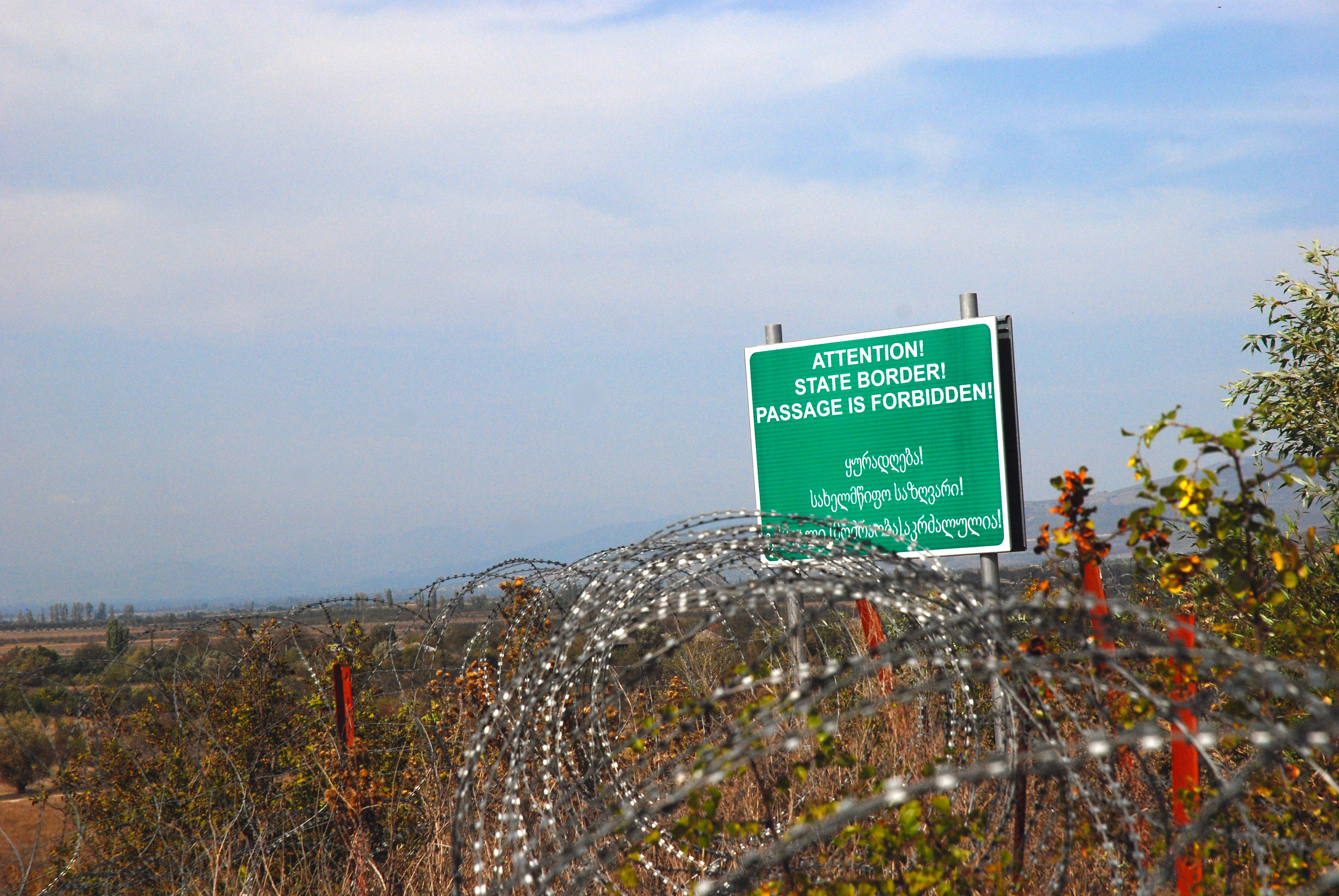
Fils barbelés à Khourvaleti.

Sous le mandat de Gakharia, les forces russes accélèrent le processus de « frontièrisation », installant des fils barbelés sur les lignes d'occupation, coupant l'accès aux régions séparatistes à des milliers de villageois. En octobre 2019, des barricades sont installées près du village d'Atotsi, suivies par des fils barbelés à Tchortchana et Gougoutiantkari (janvier 2020), Takhtisdziri (avril et août 2020 ), Khourtcha (mai 2020) et Khourvaleti, Karapila, Nikozi (septembre 2020) et Pakhoulani (décembre 2020). Durant la pandémie de COVID-19, le gouvernement géorgien rapporte un doublement du processus, dont l'encerclement de 12 villages dans les deux dernières semaines de mai 2020. En septembre 2019, la Russie organise des exercises militaires en Abkhazie et en Ossétie du Sud. Le docteur Vaja Gaprindachvili est enlevé par les forces séparatistes sud-ossètes en novembre, causant une condamnation internationale avant sa libération en décembre. Les tensions entre Tbilissi et Tskhinvali augmentent de plus quand un Géorgien, Zaza Gakheladzé, est capturé par les séparatistes en juillet 2020, ainsi qu'à la suite du meurtre d'un Ossète, accusé de tentative de meurtre contre le ministre de facto des Affaires intérieures de Tskhinvali, dans une prison sud-ossète en août.
Les séparatistes sud-ossètes ferment deux points de passage liant la région au reste de la Géorgie le 10 septembre. Le point de passage de Perevi est fermé le 18 septembre. Depuis le début de 2020, chaque point de passage est fermé, causant une crise humanitaire dans la région isolée d'Akhalgori et la mort d'au moins 15 personnes. Les points de passage d'Abkhazie sont fermés depuis le début de la pandémie de COVID-19. En novembre 2020, un rapport par la Democracy Research Institute révèle des programmes financiers de l'Ossétie du Sud pour encourager les Géorgiens locaux à quitter la région.
Le gouvernement de Gakharia soutient des négociations avec Moscou, Tskhinvali et Sokhoumi dans le but de rouvrir ces points de passage et d'adresser la crise humanitaire. Trois rencontres du Mécanisme de réponse à la prévention des incidents (IPRM) à Ergneti n'aboutissent à rien,,, Tskhinvali réclamant le départ des forces policières de Tchortchana avant la réouverture d'Akhalgori. Les rencontres IPRM d'Ergneti sont suspendues quand les autorités de Tskhinvali imposent un ultimatum sur le retrait de la police géorgienne de la zone de conflit, mais sont restaurées le 30 juillet 2020 après de longues négociations par le gouvernement de Gakharia. La rencontre du 24 septembre aboutit par la libération de Khvitcha Mghebrichvili, un Géorgie détenu pendant 80 jours par les séparatistes.
Les tours des Discussions internationales de Genève en octobre et décembre 2019 et d'octobre 2020 et en décembre 2020 se déroulent sans résultat. À la suite du renversement du chef séparatiste Raoul Khadjimba d'Abkhazie en janvier 2020, son successeur Aslan Bjania annonce être prêt à ouvrir des négociations directes avec Tbilissi, une proposition positivement accueillie par Gakharia.
Lors de la pandémie de COVID-19, Gakharia offre aux régions séparatistes d'utiliser le système de santé de la Géorgie et inaugure l'hôpital de Roukhi près de la frontière administrative d'Abkhazie, où des dizaines de patients abkhazes sont soignés. Tbilissi confirme plus tard avoir envoyé de l'aide humanitaire en Abkhazie, pour un total de 4 millions de laris, ainsi que 10 000 dose de vaccins contre la grippe. Durant des incendies qui ravagent l'Abkhazie en janvier 2021, le gouvernement géorgie offre son aide aux séparatistes, une offre toutefois refusée par Sokhoumi. L'Ossétie du Sud préfère aussi s'isoler : au début de la pandémie, Tskhinvali confisque tout médicaments d'origine géorgienne puis interdit le transfert de patients en Géorgie.

### Politique intérieure

#### Crise politique de 2019-2020
Le 20 septembre 2019, trois mois après la « nuit de Gavrilov », des centaines d'activistes anti-gouvernementaux se réunissent devant le bâtiment du Parlement et Chota Dighmelachvili, directeur du mouvement Honte derrière les manifestations, lit devant la foule un manifeste demandant la démission immédiate de Gakharia. Bidzina Ivanichvili, président du RG, promet en juin le passage d'un amendement constitutionnel pour organiser des élections entièrement proportionnelles en 2020, un projet soutenu par le Premier ministre, qui fait appel aux députés RG de soutenir l'amendement le jour du vote.
Le 14 novembre, le Parlement n'adopte pas l'amendement constitutionnel, échouant par juste 12 votes. Cela mène à une nouvelle vague de manifestations à travers la nation et le départ de 14 députés RG qui soutiennent la réforme éléctorale, dont la vice-présidente parlementaire Tamar Tchougochvili. L'échec du passage est largement critiqué par l'Union européenne et les États-Unis. Les manifestants demandent la démission du gouvernement, un appel réitéré par Salomé Samadachvili du MNU. Gakharia regrette de même l'échec du passage de l'amendement, mais les manifestations s'intensifient quand les protestataires bloquent accès au Parlement le 18 novembre. En réponse, la police disperse la foule en utilisant des canons à eau et arrêtant 37 activistes dans une émeute qui voit deux manifestants et deux policiers blessés. 28 autres sont arrêtés le 25 novembre. Quand les manifestants sont renforcés par des groupes d'éxtrême-droite pour demander des élections anticipées, Gakharia condamne les protestataires et la police met en place un mur temporaire pour laisser les députés rentrer au Parlement.
Sous les auspices du Conseil de l'Europe, l'Allemagne, la France et l'Union européenne, des négociations sont lancées entre le RG et l'opposition le 1er décembre, mais les manifestations continuent pendant plusieurs mois. Ces négociations sont temporairement mises en pause quand Guigui Ougoulava, un dirigeant de la GE, est arrêté en février 2020. Les côtés atteignent néanmoins un accord crucial le 8 mars applaudit par Gakharia et la communauté internationale. L'accord prévoit que les élections législatives de 2020 se tiendront dans un système mixte, avec 120 députés élus proportionnellement et 30 députés majoritaires, mais l'opposition demande par la suite la libération d'Ougoulava et de l'opposant Irakli Okrouachvili.
Le 15 mai, la présidente Zourabichvili pardonne Okrouachvili et Ougoulava, un acte applaudit par Bruxelles mais condamné par Gakharia, qui nie la présence de prisonniers politiques en Géorgie. Dans une interview, la présidente confirme toutefois avoir prévenu le Premier ministre avant sa décision. Le 29 juin, le Parlement approuve et la présidente Zourabichvili signe les amendements à la Constitution géorgienne.

#### Politique fiscale
Le budget de 2020 proposé par le gouvernement Gakharia inclut 14,21 milliards de laris de dépenses, une croissance par 1,12 milliard  vis-à-vis celui de 2019 et le plus cher budget depuis l'indépendance du pays. Ce budget contient notamment des augmentations des salaires des policiers, agents du Service de Sécurité d'État, professeurs, soldats et docteurs. Guiorgui Gakharia accorde de plus une augmentation de 100 millions de laris pour le budget de la Ville de Tbilissi en 2020. Au sein du ministère de la Défense, Gakharia a promis d'investir 20 % du budget ministériel dans l'infrastructure militaire  du pays lors d'un accord avec les États-Unis. En 2020, l'International Budget Partnership classifie la Géorgie en 5e position dans la transparence fiscale internationale et en janvier, le gouvernement introduit une plateforme pour donner aux citoyens le droit de donner des suggestions budgétaires. Le budget national de 2021 atteint 18,4 milliards de laris et inclut de nombreux stimuli pour les secteurs économiques les plus frappés par la pandémie, 5,6 milliards de lari pour le secteur de la santé et une augmentation de 30 % des dépenses pour l'infrastructure. Le budget contient également 5,3 milliards de laris en dettes externes, dépassant le plafond légal de la dette nationale. À la suite de négociations avec Citigroup, la banque a manifesté son intérêt pour le refinancement des titres du gouvernement géorgien libellés en euros (500 millions d'euros en euro-obligations) qui devraient être émis en 2021.
Arrivé en tête du gouvernement, Gakharia critique ouvertement le Service des revenus et des douanes, annonçant qu'il n'accepterait aucune erreur de l'agence après des années de scandales liés aux inspections fiscales. Le 21 novembre, il limoge la direction de l'agence et nomme Levan Kakava, son ancien adjoint au ministère des Affaires intérieures. Son gouvernement propose le premier impôt sur le tabac brut, augmentant le prix des cigarettes. En 2020, il propose une large réforme de l'imposition pour adopter les standards européens sur la TVA. Il propose également une exonération de l'impôt foncier pour les réfugiés des guerres de 1993-1994 et de 2008 et une exonération de la TVA pour les projets de construction ayant souffert de la Grande Récession de 2008. À la suite des nombreux allégements fiscaux adoptés durant la pandémie du Covid-19, Gakharia se dit être contre les régimes d'imposition favorisant certaines industries, ces mesures faussant le marché libre.
Gakharia est un partisan de la privatisation des propriétés publics pour encourager la croissance économique. En novembre 2019, son gouvernement annonce la privatisation de 100 éléments d'infrastructure publique, dont la fameuse Salle de concert de Riké de Tbilissi. En janvier 2020, il place sur le marché une série de ressources naturelles pour la privatisation,. Son ministère de l'Économie annonce une accélération du taux de privatisations en 2020, obtenant 130 millions de laris de revenus via ce programme. Gakharia soutient ainsi la privatisation des compagnies publiques et forme en janvier 2021 un groupe spécial sous la direction du ministre des Finances Ivané Matchavariani pour commencer la réforme de ces compagnies, en commençant par la Georgian State Electrosystem JSC.
Sous son mandat, les pensions des retraités augmentent progressivement de 220 à 275 laris par mois et de 270 à 330 laris pour les retraités des régions montagnardes, tandis que son gouvernement annonce l'indexage automatique de la croissance des pensions aux taux d'inflation et de croissance économique. Les personnes handicapées reçoivent une augmentation dans leurs aides sociales de 20 laris par mois. Les salaires des employés médicaux et sociaux dans les villages sont également augmentés le 1er juillet 2020. Près de 14 000 familles vivant dans la zone de conflit russo-géorgienne reçoivent un bénéfice social de 200 laris, tandis que 1 600 étudiants de ces régions reçoivent une éducation secondaire gratuitement. Quand la compagnie Tbilisi Energy annonce une augmentation controversée des taux d'éléctricité en hiver 2020-2021, Gakharia annonce une subvention publique pour couvrir cette augmentation.

#### Économie
Guiorgui Gakharia est un partisan du marché libre et de l'économie libérale. Sous son mandat, le FMI place la Géorgie en seconde position internationale en ratio dépenses bureaucratiques / PIB. Depuis l'arrivée au pouvoir de Gakharia, la Géorgie tombe de quinze places dans la Global Innovation Index, mais est positionnée en 8e place globale dans le Economic Freedom of the World Report. Tout en soutenant un climat favorable aux entreprises, il a cité comme priorité la création d'une classe moyenne robuste dans le pays. Lors d'une conférence économique internationale en Géorgie, il a predit que l'économie géorgienne sera orientée sur les services. Durant la pandémie de COVID-19, Gakharia soutient une reconfiguration de la globalisation, via une relocalisation de manufacture en Géorgie, un processus entamé avec la relocalisation d'une usine de recyclage chinoise à Khobi en juillet 2020.
Le gouvernement de Gakharia travaille sur des accords de libre-échange avec l'Inde et Israël et a proposé la création de Fonds d'investissement souverains. Pour stimuler le secteur de la construction, il a lancé un programme de subvention de 4 % des taux des prêts hypothécaires. Il a également instruit son ministère des Finances de réduire le seuil de prêt en devises de 200 000 à 100 000 laris. En janvier 2020, son gouvernement adopte les premiers règlements de sécurité des jouets. La Loi sur les entrepreneurs du 14 août 2020, rédigée par le gouvernement Gakharia, est le premier projet de loi en Géorgie réglementant les conflits d'intérêts des chefs d'entreprise, l'obligation de bonne foi, le respect des obligations de la communauté entrepreneuriale, la réorganisation et la liquidation de l'entreprise. Les amendements au Code du travail du 29 septembre 2020 autorisent pour la première fois des inspections imprévues des chantiers. Des changements à la Loi sur la compétition proposés par le gouvernement géorgien et approuvé par le Parlement le 4 novembre 2020 offrent le premier mécanisme pour autoriser l'État à réglementer le marché pour empêcher la monopolisation.
Quand des mineurs de charbon à Tkibouli entrent en grève en septembre 2019 après des années de problèmes financiers, Gakharia envoie la ministre de l'Économie Natia Tournava pour négocier entre les travailleurs et la compagnie. Les négociations ont conduit à la promesse de mettre en place un environnement de travail sûr et de payer les arriérés des manifestants.
Dans le contexte de la pandémie de COVID-19, le gouvernement de Gakharia tente d'attirer des travailleurs indépendants via un nouveau visa autorisant les resortissants de certains pays de travailler depuis la Géorgie. Le 2 octobre 2020, Gakharia signe un accord-cadre de développement durable de cinq ans avec l'ONU.

#### Anaklia

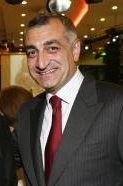
Mamouka Khazaradzé

Le projet du port en eau profonde d'Anaklia date de 2016 et envisage la construction du plus large port de la Mer Noire avec des investissements occidentaux. Le port est sujet d'un débat géopolitique international, Washington soutenant la construction du port sans interférence sino-russe, tandis que Gakharia a publiquement soutenu le projet, malgré des accusations par certains qu'il tente de le faire couler. Depuis 2016, Anaklia Development Consortium (ADC), une compagnie du magnat banquier Mamouka Khazaradzé (fondateur du parti d'opposition Lelo en 2019) tient le contrat pour la construction du port.
Après des mois de problèmes financiers, ADC publie trois demandes pour le gouvernement en octobre 2019 : une garantie de remboursement des prêts aux banques internationales, aucun investissement gouvernemental dans les ports concurrents de Poti et de Batoumi et le lobbying du gouvernement pour les investisseurs internationaux. Le 15 octobre, le contrat d'ADC expire sans un financement suffisant, mais le gouvernement décide de le prolonger jusqu'au 31 décembre.
À la fin de l'année, ADC n'a collecté que 120 millions de dollars sur les 520 millions requis pour le projet et le gouvernement annule le contrat quelques semaines plus tard, tout en pardonnant une amende de 10 millions de dollars. Khazaradzé accuse alors le gouvernement géorgien de changer sa politique internationale et de s'allier avec Moscou et menace de porter plainte contre le gouvernement à la cour internationale. Au mois de mai 2020, le membre républicain de la Chambre des Représentants des États-Unis fait appel au gouvernement d'« autoriser les investissements américains » à Anaklia. Deux mois plus tard, ADC porte plainte contre le gouvernement géorgien devant un tribunal international d'arbitration commerciale. Durant les éléctions parlementaires de 2020, Mamouka Khazaradzé, qui est candidat au poste de premier ministre, menace Gakharia de « responsabilité légale » au sujet d'Anaklia si son parti politique remporte le scrutin.

#### Politique régionale et agricole
Dans le but d'attirer des investissements étrangers dans les régions géorgiennes, Gakharia a proposé la vente de 117 entités publiques pour 150 millions de laris, y compris le bâtiment vidé du Parlement à Koutaïssi. Durant la conférence économique de Davos de 2020, il a sécurisé un investissement de la compagnie suisse chocolatière Camille Bloch pour couvrir 561 hectares de fermes de noisetiers dans la municipalité de Lagodekhi en Géorgie orientale. Le Premier ministre a sécurisé durant la pandémie de COVID-19 la continuation de la construction de la Passe de Rikoti pour lier plus rapidement la Géorgie occidentale au reste du pays, sous la chaîne de Likhi, avec l'aide d'investissements chinois. 140 kilomètres d'autoroutes sont actuellement en construction par le gouvernement géorgien afin d'améliorer la connectivité entre régions. En septembre 2020, le Fonds vert pour le climat offre 33 millions d'euros pour financer le programme de reforestation du gouvernement géorgien.

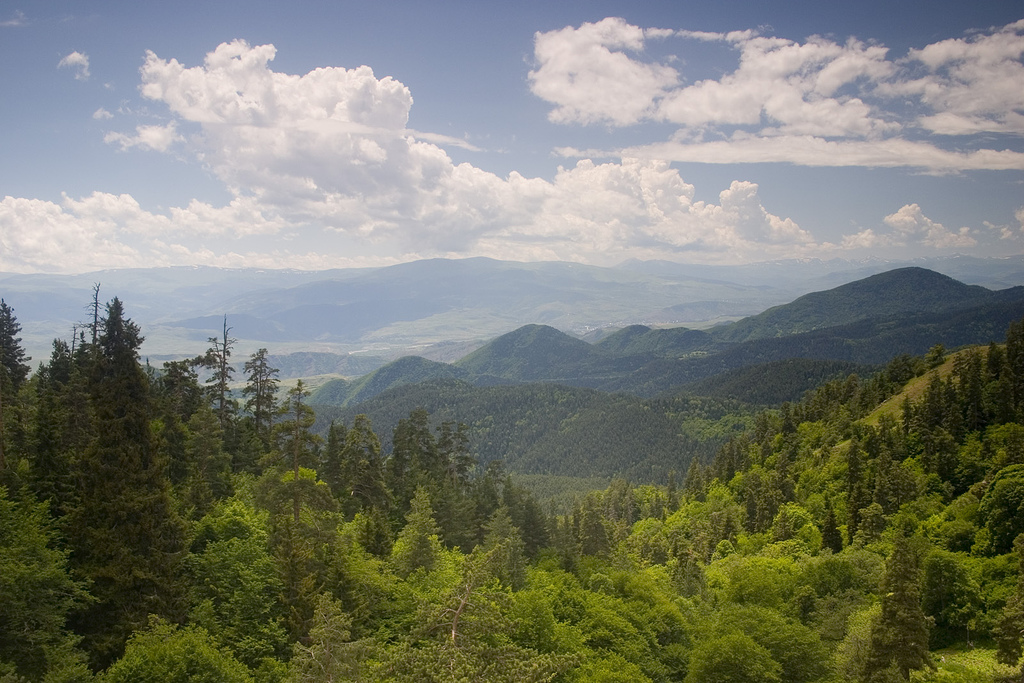
4 000 hectares de terrains sont ajoutés au Parc national de Bordjomi-Kharagaouli sous Gakharia.

Gakharia s'est présenté comme un partisan des réserves naturelles. Il a lancé un projet pour faire don aux parcs nationaux plus de 100 000 hectares de terrains, dont 4 000 pour le Parc de Bordjomi-Kharagaouli et 5 000 hectares pour la Réserve de Mariamdjvari. Deux nouveaux parcs naturels (Ratcha et Chovi en Géorgie montagnarde) sont en création. Il a également alloué 16 millions de laris dans la construction de routes pour atteindre plus facilement certains parcs nationaux. Gakharia a ajouté 123 villages (dont 77 dans les zones de conflit) aux régions spéciales montagnardes,,, qui bénéficient d'un statut financier protégé, tout en donnaut aux PME basées dans les montagnes un statut fiscal préférentiel.
En tant que Premier ministre, Gakharia a annoncé vouloir accélérer le processus d'enregistrement foncier, un projet qui consiste à officialiser les droits de propriété à des milliers de fermiers qui occupent leurs terrains depuis la chute de l'Union soviétique. Le 10 mai 2020, il lance un programme d'enregistrement de 1,2 million d'hectares de terres jusqu'en 2023. Son gouvernement a aussi approuvé 40 millions de laris pour financer de nombreux projets ruraux, un programme d'accès Internet pour 49 villages en Gourie et l'installation de panneaux solaires dans des régions montagneuses. Gakharia a fait appel au gouvernement de la république autonome d'Adjarie de créer un plan de développement général pour la ville portuaire de Batoumi.
Une initiative inaugurée en août 2020 par le Premier ministre prévoit le remplacement par le gouvernement des cultures détruites par des événements naturels avec des semis de meilleure qualité. Le gouvernement Gakharia annonce de même un programme d'aides financières pour les producteurs de raisins, de noisettes et de thé, doublant les crédits agricoles financés par l'État de 5 millions à 10 millions de laris par an.
Le 22 octobre 2020, le premier ministre déclare un programme de gestion de la qualité d'air pour la ville de Roustavi quand un rapport révèle un niveau toxique de pollution aérienne.

#### Énergie
Gakharia a tenté d'attirer des investissements européens pour aider à la croissance du secteur de l'énergie en Géorgie. Dans ce but, il a entretenu des négociations avec les entreprises Enel d'Italie et Siemens Energy Sector d'Allemagne, ainsi qu'Acciona d'Espagne pour le développement de parcs solaires et éoliens. En septembre 2019, son gouvernement a signé un accord pour l'établissement d'un marché unifié d'énergie avec les nations d'Asie centrale. Son administration a signé un accord avec l'Agence internationale de l'énergie atomique pour offrir à la Géorgie 10 millions d'euros pour promouvoir l'utilisation des énergies renouvelables dans le pays.
Malgré le scandale pétrolier lié à la compagnie américaine Frontera, le gouvernement de Gakharia annonce une offre concurrentielle pour la recherche de gaz naturel et de pétrole dans la Mer Noire en janvier 2020, tout en réduisant par 90 % les garanties gouvernementales de remboursement pour les investissements faites sur les stations hydroélectriques. En novembre 2019, son ministère de l'Économie annonce la construction d'un parc éolien à Gori. Tandis que les activistes écologiques critiquent les effets environnementaux des nombreuses stations hydroélectriques à travers le pays, le Barrage de Namakhvani, actuellement en construction dans la municipalité de Tskaltoubo par une construction turque, envisage la production de 12 % des besoins électriques nationaux.
Le 18 décembre 2020, le gouvernement géorgien signe avec la compagnie publique azerbaïdjanaise SOCAR un accord confidentiel pour importer 200 millions de cubes métriques de gaz naturel azerbaïdjanais pour un prix réduit, ouvrant un nouveau marché à la Géorgie.

#### Contre la violence domestique
Guiorgui Gakharia nomme Lela Akiachvili, une officielle travaillant aux Nations Unies, comme sa conseillère aux droits de l'Homme. Akiachvili devient une vocale activiste contre la violence domestique et pour la parité entre femmes et hommes. Quand huit femmes sont assassinées dans des cas de violence domestique dans les premiers mois de 2020, menant à une manifestation organisée par des ONG pour demander une action gouvernementale, Gakharia et Akiachvili annoncent une campagne nationale pour combattre la violence contre les femmes avec la coopération des ministères des Affaires intérieures, de la Justice, du Développement régional, de la Santé et de l'Économie, le parquet et l'Administration du Premier ministre. Durant la pandémie de COVID-19 et une crainte que la quarantaine nationale risque de mener à une augmentation dans les cas de violence domestique, le gouvernement installe des documents pour offrir de l'aide aux victimes dans les pharmacies.
Le suicide de Louka Siradzé, un adolescent de 15 ans qui prend sa vie après une interrogation policière au sujet d'un graffiti sur les murs de son école, mène à un outrage national en décembre 2019. En réponse, Gakharia commence la rédaction d'un projet de loi sur des garanties supplémentaires pour les mineurs qui doivent maintenir contact avec les institutions publiques et oblige la coopétion de son gouvernement avec le Bureau de l'Inspecteur d'État dans une enquête, qui résulte en la condamnation pour trois ans de prison à l'officer de police impliqué dans son interrogration. Il annonce également l'ouverture d'une division spéciale pour la délinquance juvénile et l'installation de caméras de surveillance dans toutes les écoles publiques de Géorgie. Le 15 juin 2020, l'Inspecteur d'État accuse officiellement la police d'avoir été responsable du suicide de Siradzé.

#### Santé et affaires sociales
Le gouvernement RG soutient la socialisation du système de santé national, instituant une assurance santé universelle et gratuite en 2013. Gakharia continue cette politique et finance un programme pour fournir l'oseltamivir aux femmes enceintes et personnes socialement vulnérables. Faisant face à des coûts croissants à l'État, il retire 56 petites cliniques du réseau de santé publique et propose une réforme pour fixer les prix des soins financés par le contribuable, afin d'éviter une inflation médicale, une proposition largement critiquée par le secteur privé. En août 2020, il approuve une extension du programme de santé universelle pour les patients oncologiques et le Programme de Santé universelle rajoute 8 000 laris de subventions par individu pour les médicaments oncologiques. Les nouvelles règles sur la gestation pour autrui, qui interdisent les couples qui sont ensemble depuis moins d'un an, mises en œuvre par son gouvernement, ont fait l'objet de critiques sévères de la part des groupes de défense des droits civils, tandis que son ministère de la Justice a soutenu que les règles sont nécessaires pour lutter contre la traite des enfants. Gakharia a proposé la création d'une agence gouvernementale pour réglementer les prix des médicaments.
Le gouvernement de Gakharia est à l'origine de la Loi sur les droits des personnes handicapées, approuvée en juillet 2020 par le Parlement géorgien, qui établit des mécanismes pour la réalisation des droits des personnes handicapées et définit les responsabilités des institutions pour mettre en œuvre ces mesures.
La Géorgie est considérée comme un pays libre par les classements internationaux de la liberté sur Internet, comme le classement Freedom on the Net qui classe la Géorgie aux côtés de l'Australie et des États-Unis en 2020. Cependant, le Parlement a approuvé en juillet 2020 un projet de loi proposé par le gouvernement de Gakharia pour permettre aux autorités de nommer des gestionnaires spéciaux pour les sociétés de radiodiffusion qui n'appliquent pas les réglementations mises en œuvre par la Commission nationale géorgienne des communications. Ce projet de loi a été largement critiqué par les ONG qui ont analysé un risque élevé de suppression de la liberté d'expression. Depuis l'adoption de la loi, elle a été utilisée une fois pour empêcher la vente du fournisseur d'accès Internet Caucasus Online à une société azerbaïdjanaise.

### Réponse au coronavirus

#### Premiers mois

##### Mesures restrictives

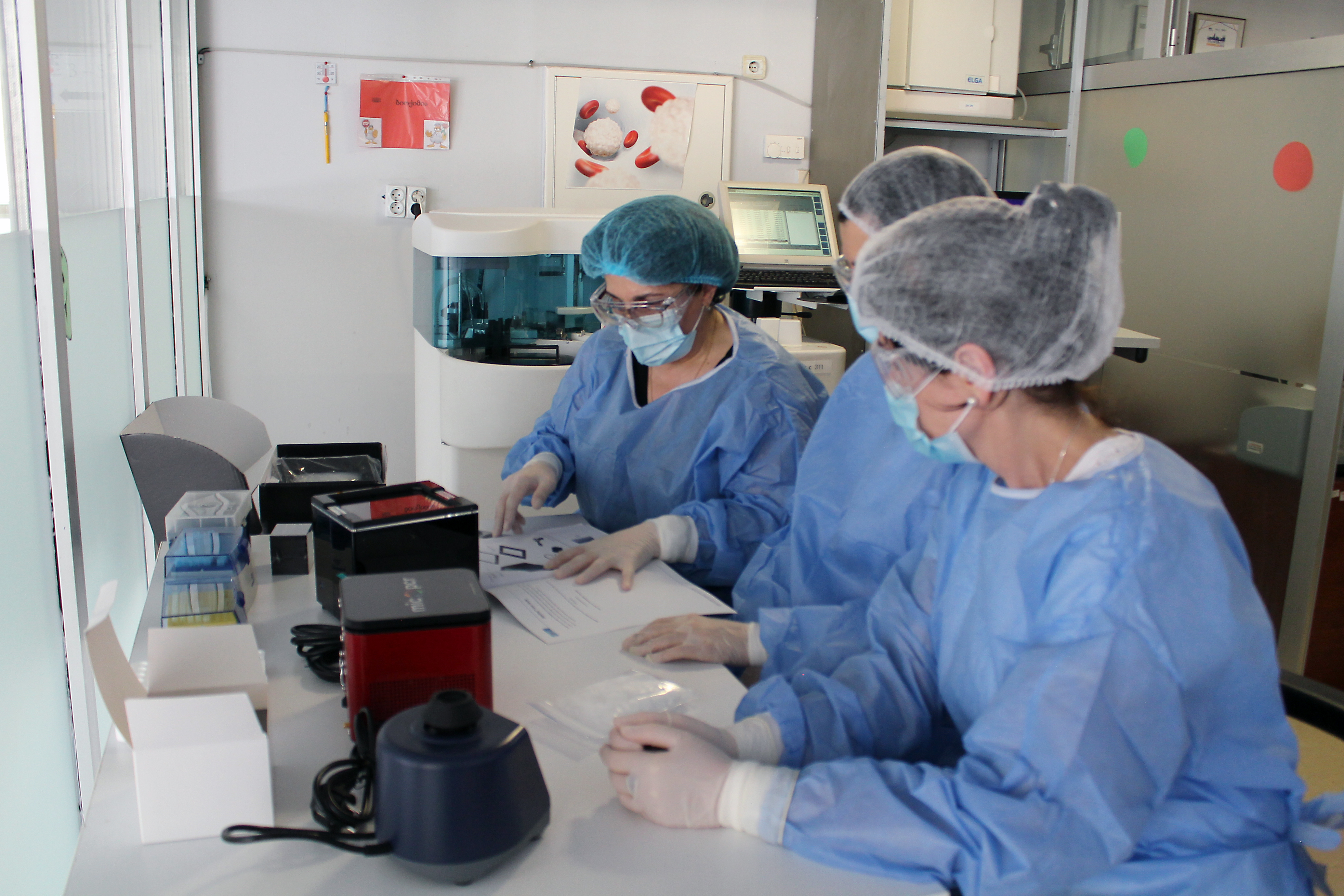
Docteurs géorgiens durant la pandémie.

Avec la nouvelle du début de la propagation globale du SARS-CoV-2, le gouvernement géorgien impose un contrôle thermique pour tous les passagers venant de Chine le 26 janvier 2020, puis commence à inspecter les lieux de travail chinois en Géorgie le lendemain. Le 28 janvier, la Géorgie interdit l'importation d'animaux vivants depuis la Chine et suspend les vols directs chinois. Le 23 février, après la nouvelle de la propagation de l'épidémie de COVID-19 en Iran, les vols directs iraniens sont également suspendus. Le premier cas de COVID-19 n'est toutefois détecté en Géorgie que le 26 février chez un Géorgien de retour d'Iran, forçant le Premier ministre à créer un Conseil de coordination entre les différentes agences gouvernementales qui décide immédiatement de bloquer accès aux citoyens iraniens. Le ministère des Affaires intérieures et le ministère de la Santé, qui reçoit un budget préliminaire d'1 million de laris (une somme qui augmente jusqu'à 90 millions en mai), sont nommés responsables de la réponse gouvernementale face à la pandémie.
Gakharia met en place une réponse rapide suivant le premier cas géorgien de COVID-19. Les citoyens turcs ayant visité des pays avec une éruption d'infections sont interdits d'entrer dans le pays, le gouvernement suspend les voyages de fret vers l'Italie et l'Iran, puis les écoles sont fermées le 29 février. Les vols directs avec l'Italie sont suspendus le 6 mars. Quand l'OMS déclare une pandémie, le gouvernement entre en mode d'urgence, envoyant le personnel non essentiel à travailler en distance et gardant les autres 24 / 24. Les évènements sportifs sont suspendus le 12 mars et les frontières terrestres avec l'Arménie, l'Azerbaïdjan et la Russie sont fermées dans les jours qui suivent. Finalement, le pays s'isole complètement avec l'interdiction d'entrée pour tout citoyen étranger le 16 mars, puis la fermeture de son espace aérien le 21 mars. Le gouvernement organise depuis le retour des Géorgiens à l'étranger et co-finance les coûts de voyage, tandis que Gakharia menace la compagnie aérienne Georgian Airways de nationalisation quand celle-ci refuse d'imposer une limite de 200 laris pour les prix des billets de vols. Les Géorgiens rapatriés dans le pays sont obligés de passer deux semaines en quarantaine.
Le 19 mars, toutes les boutiques non essentielles du pays sont fermées et quand la présidente Salomé Zourabichvili déclare un état d'urgence national le 21 mars, Gakharia signe un décret interdisant les rassemblements de plus de 10 personnes à la fois. Le gouvernement encourage la production nationale de masques faciaux en achetant des centaines de milliers de masques dans une première phase pour les distribuer gratuitement aux travailleurs essentiels. Quand le gouvernement annonce le début de transmission interne, les transports publics intermunicipaux sont suspendus et les municipalités de Bolnissi et de Marneouli sont placées en quarantaine. Le 31 mars, un couvre-feu national est imposé de 21:00 à 06:00, les transports en commun sont suspendus et les rassemblements publics de plus de trois personnes sont interdits.
La première mort liée au COVID-19 est reporté le 4 avril, à la suite de quoi les mesures gouvernementales s'intensifient. Le 11 avril, la municipalité de Lentekhi est placée en quarantaine, suivie par quatre villages de Kobouleti le 12 avril et le village de Khidiskouri en Chida Kartli le 13 avril. Les quatre plus grandes villes géorgiennes (Tbilissi, Roustavi, Koutaïssi et Batoumi) sont également placées en isolement le 15 avril, tandis que le transport en voiture est interdit à partir du 16 avril. Le 26 avril, la ville de Tetritsqaro est également mise en quarantaine.
Ces mesures restrictives continuent jusqu'à la fin de l'état d'urgence le 22 mai, date à laquelle le Parlement donne au Gouvernement des pouvoirs augmentés pour répondre à la pandémie. Après plusieurs semaines de réductions dans les cas de COVID-19, une croissance de la pandémie en Géorgie vers la fin de l'été a poussé les autorités à imposer une quarantaine sur le village de Karadjalari (Municipalité de Gardabani) et la Municipalité de Mestia.

##### Vers la réouverture
Avec le pic de la pandémie atteint au début du mois de mai, le gouvernement annonce un programme de réouverture économique de la Géorgie en six étapes, commençant le 27 avril avec le recommencement de la circulation en voiture et la réouverture des marchés à ciel ouvert. Progressivement, les différentes communautés en quarantaine rouvrent leurs portes, dont Batoumi et Koutaïssi le 5 mai, Tbilissi le 11 mai et Roustavi et Gardabani le 13 mai. Le 5 mai, les centres de services publics et le secteur de construction reprennent leurs opérations. Progressivement, les autorités diminuent la durée de quarantaine obligatoire, de 14 à 8 jours.
Les salons de beauté rouvrent le 18 mai, tandis que le reste des boutiques, centres commerciaux et restaurants à ciel ouvert rouvrent le 1er juin. Les restaurants fermés et les bars rouvrent quant à eux le 8 juin. Les restrictions sur les rassemblements publics sont abolies le 18 mai et l'état d'urgence et son couvre-feu sont retirés le 22 mai. Les transports en commun résument leurs opérations avec des nouvelles règles de santé le 29 mai. Le 15 juin, le retour du tourisme intérieur est inauguré par Gakharia en Kakhétie et les trains recommencent leurs routes le même jour. Enfin, les musées rouvrent leurs portes le 20 juin, tandis que les vols intérieurs recommencent le 24 juillet.
Les gymnases, piscines et saunas rouvrent le 8 juillet. Les évènements culturels en plein air sont autorisés dans le cadre d'une réglementation stricte depuis le 13 juillet, suivis des mariages publics et des funérailles le 20 juillet. Les écoles et les universités rouvrent le 19 octobre.
Le pays reste fermé à la majorité des visiteurs internationaux. Le gouvernement avait annoncé une réouverture des frontières du pays pour le 1er juillet et avait entamé une série de négociations avec certains pays pour ouvrir des corridors sécurisés. Un tel accord avec Israël est toutefois annulé quand celle-ci souffre d'une nouvelle vague de COVID-19, puis Gakharia annonce que les frontières géorgiennes ne se rouvriront pas avant le 1er octobre. Toutefois, le gouvernement a ouvert ses frontières pour les vols venant de France, Allemagne, Lituanie, Lettonie et Estonie. Au 1er novembre, des vols géorgiens recommencent vers le Qatar, l'Allemagne, la Grèce, la Lettonie, la France, la Pologne, les Pays-Bas, l'Autriche, l'Italie et la Lituanie. À partir du 15 septembre, les étrangers arrivant en Géorgie sont obligés de présenter les résultats d'un test diagnostique pour le Covid-19 à l'arrivée.

#### Seconde vague
Malgré des mois de contrôle de la pandémie, le nombre de nouveaux patients monte à 158 le 12 septembre, dépassant pour la première fois une centaine d'infections par jour, à la suite de la découverte d'un groupe d'infections dans la ville touristique de Batoumi. Au 1er octobre 2020, la moyenne hebdomadaire d'infections quotidiennes atteint 363, 1 012 au 18 octobre, 2 030 au 4 novembre et 3 001 au 12 novembre, 4 351 au 28 novembre et pique le 5 décembre avec 5 450 cas. Guiorgui Gakharia et les autorités médicales parlent d'une « seconde vague » et d'un pic durant l'hiver. Afin de rationner les services médicaux, les patients asymptomatiques sont transférés dans leur zones de quarantaine et une équipe médicale spéciale s'occupant uniquement des patients les plus en danger est mise en place par le ministère de la Santé. Les opérations chirurgiques planifiées sont reportées jusqu'en mars 2021 le 23 novembre. Gakharia a déclaré attendre que le taux de transmission national tombe sous 4 % avant de retirer les mesures restrictives du pays.
Le 9 septembre, la réouverture des cinémas est reportée au 1er novembre, puis indéfiniment, tandis que les larges évènements sociaux (dont les mariages, funérailles, anniversaires et autres) sont interdits, ainsi que les évènements culturels et sportifs avec plus de 200 participants. Le 25 septembre, le gouvernement ordonne la fermeture des restaurants à Batoumi à partir de 22:00, une règle étendue le 15 octobre à Tbilissi et en Iméréthie, puis à Mtskheta le 19 octobre. Le 23 octobre, la Géorgie est déclarée « zone rouge » et est retirée de la liste des pays sûrs de l'Union européenne. Le port du masque est fait obligatoire le 3 novembre. Un couvre-feu national de 22:00 à 05:00 est proclamé le 9 novembre (ralongé à 21:00 au 28 novembre) et un quasi-confinement est déclaré le 28 novembre, affectant les huit plus grandes villes du pays et fermant les restaurants, les cafés, les salles de gym et les piscines et les magasins non-nécessaires, un confinement prolongé jusqu'au 1er février 2021. Les sites touristiques historiques sont fermés le 8 décembre.
Au 18 février 2021 (date de sa damission) Géorgie a un nombre total de 267 313 cas du Covid-19, dont 3 399 décès. De nombreux membres du Parlement ont été atteints du Covid-19, mais le gouvernement a refusé de repousser les éléctions parlementaires du 31 octobre. La Commission éléctorale centrale a mis en place une série de réglementations pour protéger les votants, dont les « boîtes mobiles » qui permettent aux patients inféctés de voter. Gakharia a déclaré durant la seconde vague que « les citoyens doivent apprendre à coexister avec le virus ». Guiorgui Gakharia lui-même, la cheffe de son administration Natia Mezvriachvili et plusieurs membres du cabinet sont affectés du Covid-19 le 2 novembre 2020.
Les vols internationaux reprennent le 1er février 2021, mais les arrivants de Grande-Bretagne sont forcés de passer une quarantaine de 12 jours à la suite de la propagation du VOC-202012/01. Le même jour, plusieurs restrictions sont abolies à Zougdidi, Batoumi, Gori, Poti et Telavi, dont l'opération du transport en commun, des écoles publiques et des centres commerciaux durant les jours de travail. Ces ouvertures sont étendues à Tbilissi, Koutaïssi et Roustavi le 15 février.

#### Recherche du vaccin
Malgré certaines négociations entre le gouvernement géorgien et les fabricants de vaccins contre le Covid-19, les autorités médicales ont annoncé le 30 novembre 2020 que la Géorgie recevera 1,4 million de doses pour vacciner 700 000 individus via la plateforme COVAX de l'OMS, un achat revenant à 17 millions de dollars, dont 4 millions ont déjà été payés. Un groupe spécial pour superviser la distribution de ces vaccins est formé par le premier ministre le 2 décembre, avec l'aide de l'OMS et de la Banque asiatique de développement. Le 28 décembre, le Centre national pour le contrôle et la prévention des maladies (CNCPM) annonce prioriser la vaccination des personnes âgées et du personnel médical. Le Plan national de vaccination (PNV) est approuvé le 30 janvier 2021 et envisage la vaccination de 60 % de la population générale en 2021, tandis que la vaccination des groupes à faible risque n'est pas prévue avant la fin de l'été de la même année.
La question de quels vaccins seront utilisés en Géorgie reste ouverte mais le gouvernement de Gakharia a exclu les Ad5-nCoV, CoronaVac et BBIBP-CorV chinois et prévoit le déploiement des vaccins de Pfizer et AstraZeneca. Le gouvernement est actuellement en phase de développement d'un plan pour adresser le problème de l'entreposage des doses de vaccins : le pays ne peut stocker que 200 000 doses entre Tbilissi, Koutaïssi et Batoumi. Le 30 janvier 2021, Gakharia a annoncé la livraison avant la fin du mois de février des premières doses du Tozinaméran de Pfizer–BioNTech pour protéger le personnel médical, avec l'intermédiation de l'OMS, un annoncement qui se matérialise avec délai suivant sa démission (les premiers vaccins débarquent en Géorgie le 13 mars).

#### Réponse économique

Propagation du SARS-CoV-2 en Géorgie.

La crise économique du COVID-19 affecte sévèrement la Géorgie, dont le PIB risque, selon la Banque mondiale, de chuter par 4,8 % en 2020. Selon Gakharia, l'économie géorgienne va perdre jusqu'à 350 000 emplois à cause de la pandémie, avec une grande partie de ces pertes venant du secteur du tourisme, qui contribue à près d'un quart de l'économie géorgienne. En réponse, le gouvernement annonce un premier plan d'aide économique le 13 mars, qui inclut la suspension d'impôts fonciers ou sur le salaire dans le secteur touristique, un investissement public de 300 millions de laris en infrastructures touristiques et une coopération avec les banques privées pour restructurer les prêts aux compagnies touristiques pendant trois mois, un programme d'1 milliard de laris. Le 7 mai, un second plan de sauvetage de l'économie touristique est annoncé, contenant une subvention par 80 % de l'intérêt sur les prêts aux petits hôtels pendant un an et la suspension des impôts fonciers et sur le salaire pour les hôtels et agences touristiques, un programme étendu pour les restaurants, les compagnies sportives et les jardins d'enfants privés en février 2021.
Gakharia établit également un groupe avec la république autonome d'Adjarie pour promouvoir le tourisme sur la mer Noire dans les « zones vertes » d'Adjarie et de Gourie. Le secteur touristique bénéficie toutefois d'une dépense de 32,5 millions de laris par l'État dans la location de lieux de quarantaine. Le 8 octobre, le gouvernement facilite le processus d'enregistrement comme compagnie internationale, réduisant ainsi le fardeau fiscal de certaines entreprises à 5 %, dont les industries informatiques et maritimes.
Le 1er avril, 2 milliards de laris sont annoncés pour venir en aide aux travailleurs durant la crise. Cette somme couvre notamment les frais de services publics pendant trois mois pour toutes les familles du pays. Un plan anti-crise de 3,5 milliards de laris est lancé le 24 avril, donnant une aide de 200 laris par mois pendant six mois pour ceux qui ont perdu leur emploi durant la crise et de 300 laris pour les travailleurs indépendants. Ce plan touche 72 000 personnes au chômage et 132 000 travailleurs indépendants, mais est critiqué par la gauche et la droite : Guigui Bokeria de la GE déplore le manque de baisses d'impôts et Nino Bourdjanadzé du MD-GU critique le plan pour ne pas offrir une plus grande assistance. Le 6 août, Gakharia annonce un troisième plan social anti-crise pour 410 millions de laris après avoir annoncé que la Géorgie entre dans une « crise économique longue et profonde ». Le 29 octobre, Gakharia annonce que le gouvernement couvrira les frais de services publics pour certaines familles durant l'hiver 2020-2021.
Quand Bokeria réclame une suspension de la cotisation de retraite, Gakharia refuse, nommant le fonds de pension une « vache sacrée » du budget national. Les PME qui louent des propriétés municipales sont exemptées de payer un loyer de mars à juin. Un budget anti-crise est présenté le 9 juin, augmentant les dépenses totales pour 2020 par 1,5 milliard de laris, mais coupant une grande partie des dépenses non essentielles. Les mesures économiques du gouvernement géorgien ont reçu de nombreux éloges de la part de la communauté internationale, menant à plusieurs aides économiques de la Banque mondiale, de l'Union européenne, de la Banque de développement asiatique, du FMI et d'autres organisations internationales, pour une somme totale de plus de 3 milliards de dollars.
Afin de protéger les réserves alimentaires du pays, le gouvernement dépense 16 millions de laris dans l'achat de sucre, huile et pâtes, tandis que Gakharia ordonne une fixation des prix de neuf produits alimentaires essentiels. Au début de la crise, Gakharia signe un accord de coopération avec les banques commerciales le 11 mars et deux jours plus tard, Bank of Georgia, TBC Bank et Liberty Bank, les trois plus grandes banques privées du pays, reculent le paiement de prêts personnels pour trois mois.
Pour venir en aide au secteur agricole, Gakharia annonce un plan d'aide financière de 300 millions de laris. Ce plan inclut une suspension des paiements d'impôts sur l'irrigation pour 42 000 fermiers et un cofinancement public pour l'achat d'équipements spéciaux. Le gouvernement offre aussi 200 laris par hectare pour chaque ferme et subventionne le diesel pour les agriculteurs. En juillet 2020, Gakharia annonce un programme de subventions pour la saison de vendanges et pour la culture de pommes. Des subventions pour la farine de blé commencent le 27 novembre pour éviter une augmentation du prix du pain.
Avec la montée d'une seconde vague d'infections en hiver 2020-2021 et un nouveau confinement proclamé fin novembre, Gakharia annonce une nouvelle série d'aides économiques, dont des bénéfices de chômage de 200 laris par mois pour une période de six mois, une restructuration des dettes pour les industries affectées par le confinement, une nouvelle subvention pour les frais des services publics, une assistance monétaire de 100 laris par mois pour les familles vulnérables pendant six mois, ainsi que l'abolition de l'impôt foncier pour l'année fiscale 2021 et l'omission des paiements d'impôts différés par le gouvernement en 2020. Le 19 novembre, il annonce un remboursement de la TVA pour 150 000 compagnies, coûtant à l'État 1 milliard de laris. En janvier 2021, il annonce une subvention des intérêts sur les prêts pour l'industrie du fitness.

#### Éloges et critiques
La gestion de la crise lors des premiers mois de la pandémie par le gouvernement géorgien a été applaudi par de nombreux chefs d'État, dont Emmanuel Macron, Charles Michel, Frank-Walter Steinmeier, Antonio Guterreś et d'autres et la presse internationale a rédigé de nombreux articles sur le « succès géorgien ». En effet, le bas taux d'infection et de mortalité et le contrôle de la situation sans imposer de quarantaine nationale a été attribuée à une réponse rapide du Premier ministre, tandis que certains dans la presse géorgienne ont attribué l'activisme efficace de Gakharia au fait que son épouse et sa sœur travaillent toutes les deux dans le secteur médical. Foreign Policy, The Washington Post, The Telegraph, Fox News et d'autres ont qualifié le cas de la Géorgie comme exemplaire, ainsi que l'OMS, la Banque mondiale, l'OTAN et d'autres organisations internationales.
Certains opposants anti-gouvernementaux ont également applaudi le Premier ministre pour sa gestion de la pandémie. Torniké Charachenidzé, un professeur géorgien traditionnellement affilié à l'opposition, l'a nommé « le Premier ministre le plus capable du RG pour la gestion de crise ». Certaines critiques sont néanmoins apparues durant la pandémie, tel que le manque de tests de COVID-19 à travers la nation dans les premiers mois de la propagation du virus.
Une grande critique est l'activité de l'Église orthodoxe géorgienne. Les dirigeants de l'Église ont refusé au début de la crise d'agir et d'imposer des règles de distance sociale. Avant la fête de Pâcques orthodoxe du 19 avril et malgré l'état d'urgence et le couvre-feu, le gouvernement a tenté de négocier avec le Patriarcat pour la fermeture des églises durant la pandémie, mais un porte-parole de l'Église a par la suite déclaré que Gakharia aurait promis au catholicos Élie II qu'il n'obligerait pas les églises à fermer leurs portes. Gakharia confirme parallèlement que l'interdiction des rassemblements publics est aussi valable pour les églises. Le 13 avril, Gakharia et les directeurs du Centre de contrôle des maladies rencontrent le Catholicos, à la suite de quoi Gakharia annonce que les églises resteraient ouvertes durant la nuit du 18 au 19 avril, sous contrôle de la police pour assurer une distance sociale, citant l'« histoire orthodoxe du pays ». Cette décision a mené à un débat national sur les pouvoirs de l'Église orthodoxe de Géorgie et à des accusations contre Gakharia comme étant trop dépendant de l'Église.
La fête de Pâcques n'a néanmoins pas causé d'augmentation dans les cas de COVID-19 dans le pays. Mais cette décision a été négativement acceptée par certains membres d'autres religions. Mirtagui Assadov, président de l'Administration religieuse suprême de tous les musulmans de Géorgie, est convoqué par le Service de Sécurité d'État quand il critique l'Église et menace de laisser les mosquées ouvrir pour le ramadan. À Marneouli, une communauté avec une large population musulmane, des mécontentements au sujet d'une quarantaine prolongée, d'un arrêt des activités agricoles, de la crise économique et du comportement de l'Église ont causé des manifestations. Une autre controverse érupte quand le Service de Sécurité d'État interroge certains activistes et journalistes de l'opposition anti-gouvernementale quand ceux-ci allèguent que le gouvernement aurait payer des familles dans la région de Marneouli pour affirmer que leurs proches étaient décédés du COVID-19.
Le Défenseur public Nino Lomdjaria a condamné le second couvre-feu qui commence en novembre 2020 comme discriminatoire et comme favorisant les membres du clergé. En raison du manque de déclaration d'un état d'urgence, l'AJAG a porté pleinte sur le couvre-feu auprès de la Cour constitutionnelle de Géorgie.
Le second confinement a mené à une vague de critiques par le secteur privé. Le 27 novembre 2020, cinq centres commerciaux de Tbilissi ont issu une déclaration jointe condamnant les effets du confinement sur l'économie. Des manifestations de vendeurs de rue se déroulent à Roustavi trois jours plus tard. Le 2 décembre, un groupe de propriétaires de restaurants adressent le premier ministre avec une liste de cinq demandes d'aide financière. L'Association des restaurateurs de Géorgie prévoit la fermeture de centaines de restaurants dans le cas d'une prolongation du confinement, tandis qu'HOREKA, l'association des entreprises de tourisme géorgienne, l'Association commerciale de Géorgie et 15 autres associations commerciales ont critiqué le confinement et ont demandé plus de subventions gouvernementales. Le 30 janvier 2021, des chefs d'entreprises et des activistes civils ont organisé une manifestation devant la Chancellerie. Quand près de 200 restaurateurs annoncent un défis du couvre-feu national le 6 février, le premier ministre menace le retrait des aides financières aux compagnies qui violent les règles de quarantaine.
Un sondage par l'organisation américaine NDI de janvier 2021 révèle que 60 % de la population évolue positivement les mesures du gouvernement, tandis que 33 % s'oppose au confinement.

### Élections de 2020
Des élections parlementaires se dérouleront en Géorgie le 31 octobre 2020 pour décider la composition du prochain gouvernement. Tandis que les sondages montrent que le RG reste en tête de son opposition (33 % selon IRI et 52 % selon la compagnie britannique Survation en août), les réformes électorales adoptées en juin réduisent le nombre de députés majoritaires et augmentent le nombre de députés élus par un système proportionnel, un changement vu comme favorisant l'opposition.
Le 20 juillet, Gakharia annonce le début de la campagne du RG quand le parti politique présente ses candidats pour les 30 circonscriptions du pays. La saison électorale commence officiellement le 31 août par un décret de la présidente Zourabichvili. Gakharia est depuis vu comme le chef de la campagne électorale du parti au pouvoir, voyageant à travers le pays avec les candidats RG. Le RG le nomme en tête de liste électorale et annonce un renouvellement de son gouvernement en cas de réélection le 10 septembre. Les élections du 31 octobre incluent 52 partis, dont le bloc « La force est dans l'unité », comprenant le Mouvement national uni et le Parti républicain et qui nomme Mikheïl Saakachvili comme candidat au poste de premier ministre, une nomination condamnée par Gakharia, qui appelle Saakachvili « une menace au processus électoral pacifique ».
En août, l'ONG International Society for Fair Elections and Democracy a publié un rapport accusant le gouvernement d'utiliser des ressources administratives dans la région de Satchkheré pour faire campagne, tout en notant la position de l'Église orthodoxe géorgienne contre le parti au pouvoir dans le sud du pays. Durant la saison électorale, de nombreux affrontements sont rapportés entre partisans de l'opposition et du parti au pouvoir, menant à de nombreuses arrestations.
Au premier tour du 31 octobre, le RG remporte 48,2 % des suffrages exprimés, soit 74 sièges au Parlement (ou deux moins d'une majorité), tandis que neuf partis dépassent la barrière de 1 % d'entrée au Parlement. Un second tour, boycotté par l'opposition, voit la victoire unanime du RG dans 17 circonscriptions, faisant de celui-ci le premier parti politique à être élu pour trois mandats depuis l'indépendance de la Géorgie. Les partis d'opposition ont accusé le parti au pouvoir de fraude électorale. L'ONG ISFED a annoncé le lendemain des élections avoir découvert des écarts de 4,1 % avec son compte parallèle, une allégation par la suite abandonnée, menant à la démission de la direction de l'organisation. Transparency International Georgia, l'AJAG et d'autres organisations non-gouvernementales ont également identifié plusieurs accusations de fraude électorale, tandis que l'OSCE, qui mène la mission des observateurs internationaux, proclame que les élections ont respecté les « libertés fondamentales » des voteurs. Le 7 novembre, le Service de Sécurité d'État lance une enquête sur une tentative de coup d'État par l'opposition.

Le 1er novembre, le parti Lelo pour la Géorgie refuse de reconnaitre les résultats des élections et annonce un boycott du Parlement. Progressivement, il sera suivi des sept autres partis d'opposition, qui refusent leurs mandats. Le 8 novembre, une large manifestation devant la Commission électorale centrale (CEC) demande la démission de sa présidente Tamar Jvania et des nouvelles élections parlementaires. Quand certains protestataires tentent de pénétrer dans le bâtiment de la Commission, la police répond en utilisant des canons à eau, une mesure condamnée comme démesurée par les ONG et le Défenseur public de Géorgie. 19 protestataires sont détenus et 27 sont blessés, dont trois journalistes. Le lendemain, Gakharia fait appel au parti au pouvoir et à l'opposition d'accepter des négociations sous l'égide des ambassades occidentales, une demande initialement refusée par l'opposition, avant le début de ces négociations le 12 novembre. Le même jour, il adresse la nation, déclarant : 
« Nos citoyens sont venus aux urnes au milieu de la pandémie et ont permis à neuf partis politiques de prendre des décisions au Parlement, ce qui est une grande responsabilité. Toutes les forces politiques du pays doivent comprendre que notre peuple nous a donné le mandat de prendre ensemble soin du pays pour faire face à la pandémie, à la crise économique et assurer l’intégration euro-atlantique du pays. Notre peuple nous a dit que le parlement est le lieu où le sort du pays doit être décidé et non la rue. »
Tandis que plusieurs pays de l'Union européenne ont félicité la victoire du RG, la Pologne et l'Assemblée parlementaire de l'OTAN ont demandé une enquête sur les allégations de fraude électorale. Les négociations entre le RG et l'opposition s'effondrent le 10 décembre, la veille de l'inauguration de la 10e convocation du Parlement de Géorgie. Depuis, seuls deux partis d'opposition (l'ADP et les Citoyens) ont accepté de rentrer dans la législature. Un sondage de janvier 2021 montre que 76 % de la population géorgienne s'oppose au boycott de l'opposition.

### Second gouvernement

#### Formation
Gakharia est désigné candidat à un nouveau mandat au Premier ministère par le RG le 14 décembre. Son cabinet, annoncé le 18 décembre, ne change que le ministre de la Justice, remplaçant Tea Tsouloukiani (qui sert depuis 2012) par son adjoint Gotcha Lordkipanidzé. Ce dernier est élu le même jour comme juge à la Cour pénale internationale pour un mandat de 10 ans, l'obligeant à quitter sa position au sein du gouvernement géorgien avant la fin de février 2021. En annonçant son second gouvernement, Gakharia cite comme priorités des réformes institutionnelles, économiques et sociales pour se préparer à la candidature géorgienne au sein de l'UE en 2024, nommant le programme du gouvernement Gakharia II « Vers la construction d'un État européen ». Il renomme Maïa Tskitichvili, ministre de l'Infrastructure et du Développement régional, comme première vice-Premier ministre, et nomme David Zalkaliani, ministre des Affaires étrangères, comme second vice-Premier ministre, un choix symbolisant l'importance de la politique pro-européenne pour son gouvernement. Gakharia garde Eka Tikaradzé comme ministre des PDI des territoires occupés, de la Santé, du Travail et des Affaires sociales, malgré des allégations de conflit entre les deux, rumeurs qui augmentent quand celle-ci déclare dans une entrevue que des « intérêts riches » tentent de se débarrasser d'elle. Il a annoncé vouloir séparer les ministères de l'Éducation et de la Culture.
Le gouvernement Gakharia II est confirmé le 24 décembre avec un vote unanime de 85 députés, un vote boycotté par l'opposition. Il est félicité par le Premier ministre ukrainien Denys Chmyhal, le Premier ministre slovaque Igor Matovič, la chancellière allemande Angela Merkel, le Premier ministre estonien Jüri Ratas, le ministre des Affaires étrangères italien Luigi Di Maio, le Conseil de sécurité nationale des États-Unis et le secrétaire d'État adjoint aux affaires européennes et eurasiennes Philip T. Reeker. Dans une lettre, le Premier ministre britannique Boris Johnson applaudit son « courage face à la pression russe ».
À la suite de la formation de son gouvernement, Bidzina Ivanichvili, président du RG et longuement considéré comme la force derrière le gouvernement actuel, annonce son départ de la politique le 11 janvier 2021. Gakharia applaudit ce geste comme « exemplaire ». Il est lui-même élu comme l'un des 21 membres du conseil politique du nouveau RG lors d'un congrès du parti le 16 janvier. Le 23 novembre 2020, Natia Mezvriachvili, cheffe de son administration, démissionne et est remplacée deux mois plus tard par Kakhaber Kemoklidzé, secrétaire du Conseil national de sécurité et un proche allié politique de Gakharia depuis 2018.

#### Démission
À partir de février 2021, des manœuvres au sein du gouvernement géorgien donnent naissance à des rumeurs vers une démission potentielle de Guiorgui Gakharia, notamment le limogeage par le ministères Affaires intérieures de plusieurs dirigeants régionaux de la police géorgienne, considéré comme une tentative de purger le secteur public des loyalistes à Gakharia par certains cadres au sein de la structure gouvernementale. Le 9 février, il nomme quatre nouveaux gouverneurs en Gourie, Mtskheta-Mtianeti, Karthli intérieure et Ratcha-Letchkoumi-et-Basse-Svanétie, augmentant ainsi ces rumeurs.

Le 17 février, la Cour municipale de Tbilissi autorise l'arrêt de Nika Melia, président du MNU, pour violations des termes de son assignation à domicile, une décision condamnée par de nombreuses figures de la communauté internationale, dont les députés européens Andrius Kubilius (Lituanie) et Anna Fotyga (Pologne), le président de l'Assemblée parlementaire de l'OTAN Gerald Connelly, le PPE et le département d'État américain. Dans la matinée du 18 février, tandis que les forces de l'ordre se positionnent devant le QG du MNU oú Melia est présent, Guiorgui Gakharia annonce sa démission dans une conférence de presse : 
« Malheureusement, je n'ai pas pu parvenir à une entente commune à ce sujet avec mon équipe et j'ai décidé de démissionner. Je souhaite que cette mesure contribuera à réduire la polarisation de notre espace politique, car je crois que la polarisation et l’affrontement posent les plus grands risques pour l’avenir et le développement économique de notre pays. »
La démission du Premier ministre force une discussion à travers le monde politique géorgien sur le pouvoir du RG et l'opposition réitère son appel à de nouvelles élections parlementaires. Le ministère des Affaires intérieures reporte son ordre sur l'arrêt de Melia. Irakli Kobakhidzé, président du RG depuis la démission de Bidzina Ivanichvili, confirme un désaccord entre Gakharia et le parti au pouvoir au sujet de l'exécution du verdict de la cour municipale de Tbilissi et annonce la même journée la nomination d'Irakli Gharibachvili comme nouveau premier ministre. Gharibachvili, ministre de la Défense dans les gouvernements Gakharia I et II, est confirmé par le Parlement géorgien le 23 février et ordonne l'arrêt de Nika Melia quelques heures plus tard.
Gakharia annonce après sa démission être concerné par « la confrontation et la rivalité au sein du pays ». Hans van Baalen, président de l'ALDE, déclare que le départ de Gakharia démontre le besoin urgent de résoudre la crise politique géorgienne. Sa démission est largement vue comme une décision politique qui fait de lui l'une des figures publiques les plus populaires du pays, démontré par une photographe de son départ avec son équipe qui reçoit l'une des plus larges réactions de l'histoire des réseaux sociaux géorgiens. Depuis son départ, de nombreuses figures au sein du gouvernement géorgien associées à Gakharia ont aussi annoncé leur démission, dont Kakha Kemkolidzé et Maïa Tskitichvili.

## Dans l'opposition
Il annonce le 29 mai 2021 la formation d'un nouveau parti politique appelé « Pour la Géorgie » (géorgien : საქართველოსთვის) dont il est le chef.

## Popularité
Les sondages sont rares en Géorgie et la presque totalité des sondages politiques sont organisés par deux agences politiques américaines, la National Democratic Institute (NDI) et l'International Republican Institute (IRI). En mai 2019, un sondage de NDI place la popularité de Gakharia (qui est alors ministre des Affaires intérieures) à 27%, contre 26% pour le Premier ministre Mamouka Bakhtadzé.
À la suite des évènements du 20 juin, un sondage de NDI en septembre 2019 montre que 9 % de la population géorgienne met le blâme pour la crise politique sur Gakharia, tandis que 55 % de la population accuse le gouvernement en général d'être derrière la crise. Le même sondage a montré 46 % en faveur de la démission du Premier ministre, contre 33 % contre. En novembre 2019, sa cote d'approbation est de 39 % selon l'IRI, une cote qui tombe à 27 % en janvier dans une enquête du NDI.
Les sondages de ces organisations américaines ont été le sujet de débats sur la nature politique et biaisée des recherches. Certains groupes ont accusé les deux organisations de propagande anti-gouvernementale. En février 2020, Gakharia rencontre Derek Mitchell, président de NDI international, et lui demande d'assurer la neutralité des sondages faits par l'Institut.
Depuis la pandémie de COVID-19, la popularité de Gakharia a considérablement augmenté. Un sondage de NDI de juillet 2020 montre que 85 % de la population géorgienne a confiance envers le gouvernement de Gakharia dans la gérance de la crise. Un sondage d'IRI d'août donne à Guiorgui Gakharia un taux de favorabilité de 63 % (soit une augmentation de 24 points en huit mois). NDI publie le premier sondage national suivant les éléctions législatives de 2020 en janvier 2021 : le sondage montre une popularité de 47 % pour le premier ministre (et 17 % désapprouvant son travail), faisant de Gakharia le plus populaire premier ministre depuis 2012 ; le même sondage montre que 50 % de la population évalue comme « bonne » la performance du gouvernement (une augmentation des 30 % pour la même question quand Gakharia entre au pouvoir).